# Шведский народный костюм

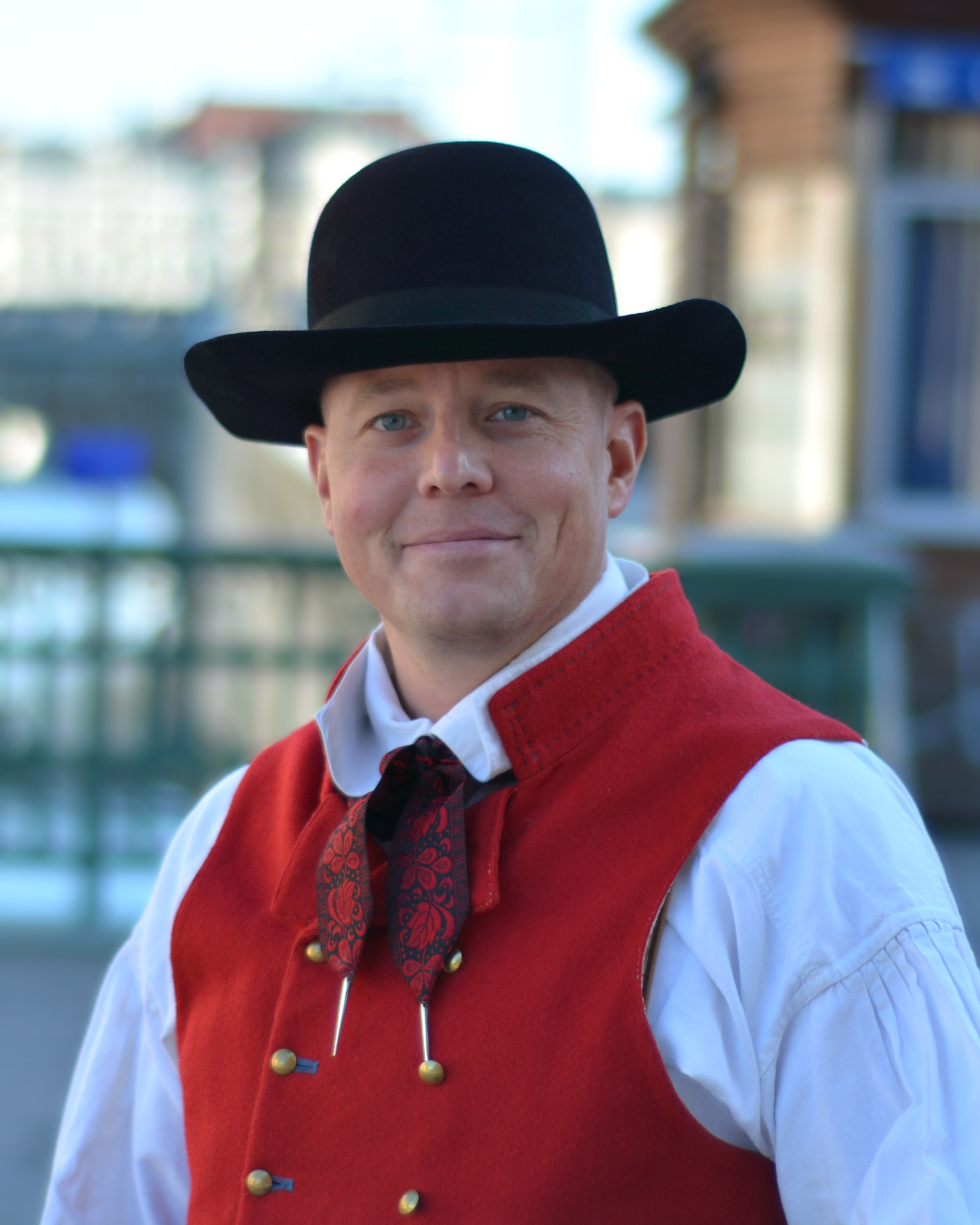
Член риксдага Бьёрн Сёдер в народном костюме

Шведский народный костюм (швед. svensk folksdräkt, svensk allmogedräkt) — традиционная одежда шведского простонародья, повседневно носившаяся до середины XIX века, как и в случае с костюмами других европейских народов многогранен и сильно различается в зависимости от местности, но вместе с этим является неотъемлемой частью шведской культуры. Его носят на праздники (например, Мидсоммар или День Швеции), а также участники фольклорных ансамблей. Шведский народный костюм отражает характер и менталитет шведского народа: сдержанность и скромность, но вместе с тем грамотный подбор ярких цветов; а также целесообразность и практичность ношения. Черты народного костюма проявляются в манере одеваться и у современных шведов, а многие модельеры черпают в нём вдохновение.
Также стоит отметить, что шведский народный костюм оказал большое влияние на народный костюм севера Эстонии.

## Основные элементы
Ориентировочно до начала XVIII века крестьяне и простые горожане сохраняли в своей одежде элементы эпохи викингов и средневековья, в современном виде народный костюм сформировался к XVIII—XIX векам под влиянием тогдашней моды, однако существуют теории, что заимствования из городского костюма различались по регионам и времени в зависимости от достатка: когда регион беднел, то они прекращались, и костюм «консервировался» в том виде, в котором он сформировался, когда его носители были обеспеченными.
Народный костюм в зависимости от ситуации делится на повседневный, праздничный (также носился в кирху), свадебный и похоронный. Также он дифференцируется и по возрастному и социальному признакам. Праздничная одежда отличалась от повседневной большей яркостью красок, и обильными украшениями: вышивкой, нарядными каймами. Траурная одежда была темной, чаще всего черной, за исключением фартука (был белым или желтым) и женского головного убора (был белым).
Многие из т.н. народных костюмов, носящихся в наши дни, являются реконструированными на основе сохранившихся деталей и описаний (швед. bygdedräkt, hembygdedräkt), и вовсе созданных с нуля при отсутствии таковых, но с учётом местных традиций. Как правило, заново костюмы создавались для каждого лена Швеции (швед. landskapdräkt), несмотря на отсутствие в аутентичном народном костюме деталей, присутствовавших в костюме лена.
Народный костюм Даларны

### Мужская одежда
Основные элементы мужского костюма были общими по всей Швеции.
- Рубаха (швед. skjort) — была льняной, со стоячим воротом (иногда его высота доходила до 7-8 см), широкими рукавами, узкими манжетами-обшлагами и ластовицами. Праздничные (например, свадебные) рубахи украшались вышивкой по обшлагам и на вороте[1]. Под воротом подвязывался шейный платок (швед. halskläde).
- Жилет (швед. vest, västen) — являлся неотъемлемым атрибутом мужского костюма, носился на рубаху и зачастую имел лацкан[1].
- Куртка (швед. jacka, tröja) — изготовлялась из толстой шерстяной ткани, домотканого сукна или льна, имела стоячий ворот и двумя рядами пуговицами по бортам. Зачастую куртка украшалась каймой из другого материала на вороте, обшлагах и подолу[1].
- Сюртук (швед. fälltröja) — был долгополым, носился вместо куртки в некоторых районах Даларны и Эстергётланда[1].
- Пиджак (швед. rock) — носился весной и осенью, изготавливался из сукна и имел длинный подол[4].
- Штаны (швед. byxor, brackor[5]) — первоначально представляли из себя бриджи/кюлоты, однако в начале XIX века появляются и штаны до лодыжек, аналогичные городским, которые прижились в некоторых вариантах народного костюма[1]. Штаны изготавливались из замши[5] (зимой в дальнюю дорогу — из овчины[4]), имели гульфик-клапан на передней стороне, и держались на бёдрах. Праздничные штаны вышивались и тиснились.

### Женская одежда
- Нижняя рубаха — не имела рукавов и поддерживалась на лямках, длина подола была короче, чем у верхней рубахи и юбки[6].
- Верхняя рубаха (швед. särk) — состояла из двух частей: верхней (швед. överdelsärk), и более грубой нижней (швед. nerdelssärk)[4]. Праздничные верхи рубах вышивались белыми нитями[6]. Женская рубаха изготовлялась из хлопка и льна[4]. Также как и мужская, женская рубаха имела длинные[4] и широкие рукава с узкими манжетами[6].
- Блуза (швед. överdel) — носилась поверх рубах или же вместо её верхней части, доходила до талии и вышивалась на груди и по вороту[6][4]. Аналогичный предмет одежды под названием «воротушка» присутствовал в женском русском народном костюме Архангельской и Новгородской губерний[7][8].
- Юбка (швед. kjol) — была длинной, одноцветной (например, красной, зеленой, темно-синей и т.д.) или полосатой, изготавливалась из шерсти или других тканей с вкраплением шерсти. Её насборивали и зачастую пришивали к лифу[4]. Зимой носили овчинную юбку.
- Корсаж, лиф (швед. snörliv, livstycke) — был суконным[4] (в холодную погоду носились кожаные), с широким вырезом чуть выше груди, и завязывался спереди на шнуровку или же застёгивался на пуговицы[6]. Всего в шведском народном костюме насчитывается около четырёх фасонов корсажей[6].
- Сарафан (швед. livkjol) — представлял из себя сшитые вместе корсаж и юбку, бытовал прежде всего в приходе Вингокер (ныне — посёлок) в Сёдерманланде.
- Передник (швед. förkläde) — изготавливались из шерсти, были как и одноцветными (ярко-красными, жёлтыми или синими), так и полосатыми (например, в красно-чёрно-белую вертикальную полоску в Лександе[6]). Полосатые фартуки, носились в воскресенье и на праздниках (но не в церкви), а яркие одноцветные — в церкви.
- Куртка — надевалась в холодное время года на корсаж и блузу, шилась в талию. По вороту, подолу и манжетам вышивалась или обшивалась лентами[3]. Зимняя одежда у женщин была толще, чем летняя[3].

### Верхняя одежда
- Пальто (швед. kappa) — шилось из сукна, одевалось осенью мужчинами и женщинами[3], зимой — в дальнюю дорогу мужчинами[4].
- Шуба (швед. pälskappa) — изготавливалась из овчины[9], мужские шубы шились в талию[4].
- Овчинный тулуп — одевался в дорогу мужчинами в зимнее время[4].

### Головные уборы, обувь и аксессуары
Мужчины носили соломенные, фетровые и валяные шляпы (швед. hatt), фуражки-картузы (швед. kaskett), тюбетейки, сделанные из нескольких клиньев (швед. trindmössa; были распространены преимущественно в Блекинге, Эстергётланде, Хельсингланде) и вязаные колпаки, а зимой, помимо колпаков — шерстяные шапки. Женщины носили чепцы (швед. hatt, lurkan) разнообразных фасонов, впоследствии их заменили косынки; а также вязаные шапки. Чепцы с оборкой из кружев и вязаные шапочки типичны для средней и северной Швеции, а на юге были распространены белые платы, подвязывавшиеся различным способом и нередко приобретавшие причудливые формы.
Под обувь носились вязаные чулки (так и одноцветные, так и полосатые), у мужчин доходившие до колен и подвязывавшиеся у подола штанин шерстяной лентой или кожаными ремешками. Обувью служили сапоги и башмаки — как и деревянные (швед. träsko), так и кожаные. Женские повседневные туфли имели низкий каблук, а праздничные — высокий. Зимой надевали валенки.
Женщины подпоясывались шерстяным поясом ярких цветов с кистями на концах и крепившимся к юбке с помощью шнура сумочкой-подвесным карманом (швед. kjolsäck, liduväska — букв. «юбочная сумка», в Блекинге швед. löslömma), украшенным аппликацией; а на плечи набрасывали шаль (швед. halskläde). Мужчины подпоясывались тиснёным ремнём и носили подтяжки. В холодную погоду мужчины также носили овчинный или кожаный фартук (швед. förskinn). Представители обоего пола носили варежки, женщины-гости на свадьбе — кожаные митенки, украшенные вышивкой и аппликацией.

## Региональные особенности
Локальные варианты шведского народного костюма различаются главным образом по цвету и покрою некоторых элементов одежды.

### Даларна
В этой исторической области народный костюм сохранялся дольше всего. Характерной чертой является вязаный колпак ярких цветов. Там, как и в Эстергётланде и некоторых других областях вместо куртки носили длинный сюртук (швед. falltroja) тёмных цветов и с вышивкой из ярких шнуров на плечах, однако есть данные, что и в Даларне куртку носили. И у сюртука, и у куртки был стоячий ворот. Замужние жительницы Реттвика носили чепец конусовидной формы с соломенным каркасом, обтянутым синей материей (швед. fruhätta, kärringhätta). Сумки-карманы носились на правой стороне, крепясь к поясу.
В Лександе женщины носили косу, укладывавшуюся вокруг головы наподобие венка (аналогичные причёски носили русские женщины, украинки и сербки), и в которую вплеталась красная лента. Блуза и верхняя часть рубахи вышивалась геометрическими орнаментами. Лександские корсажи были преимущественно красными, и имели вертикальные полосы, свадебные корсажи шились из дамаста, пожилые женщины на праздниках порой носили корсажи более тёмных цветов с контрастной вышивкой. Юбки (швед. ransil) были красными и с чёрными горизонтальными полосами, во время праздников и в воскресенье поверх неё носилась ещё одна, чёрная. На свадьбу надевали ярко-синий фартук с жёлтой каймой, сделанной в технике аппликации. Лександские шали вышивались чёрными нитями, на них также использовались геометрические узоры. Замшевые штаны лександских мужчин были натурального, светло-жёлтого цвета (вполне возможно, что также изготавливались штаны из толстой шерсти), повседневные жилеты были замшевыми, а праздничные — шерстяными, и красились в чёрный или тёмно-синий цвет. В Муре штаны были тёмно-серыми.

### Сконе

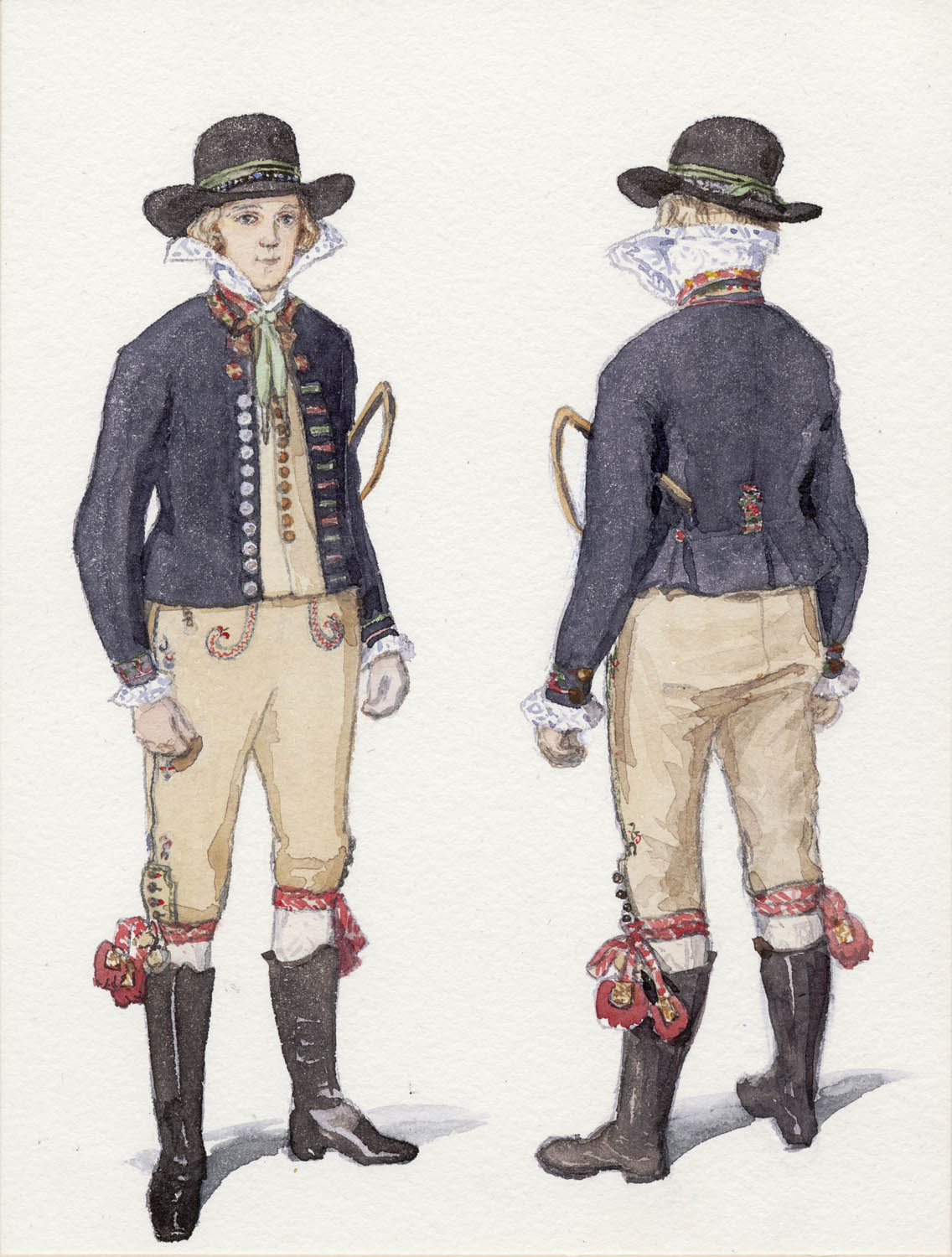
Праздничный костюм сотни Херрестад, Сконе

Поскольку Сконе продолжительное время находилась под датским владычеством, культура этой областей имеет сильное сходство с датской, что отражается, в том числе, и на костюме. Также в костюме Сконе дольше всех держались элементы одежды времён Возрождения. Сконе является одним из тех регионов Швеции, где в народном костюме укрепились длинные брюки, но в некоторых местах всё же носили бриджи. Как и в Даларне, шляпы имели низкую тулью.

### Смоланд
На данный момент в Смоланде сохранилось восемь вариантов женского и два варианта мужского костюма, 15 женских костюмов и 8 мужских были реконструированы. Корсаж в женском костюме завязывался с помощью шнуровки. Мужской жилет был со стоячим воротом.

### Емтланд
Наиболее хорошо задокументированных костюмов Емтланда является костюм из Сунне. Женский костюм состоял из льняной, с вкраплением шерсти юбки в вертикальную красно-розово-зелёную полоску на коричневом фоне; тёмно-синей шерстяной куртки, застёгивавшейся на пуговицы; корсажа бежевого цвета, вышитого цветочными мотивами; фартука-передника, рубахи-särk, блузы, головным убором был шёлковый чёрный или тёмно-коричневый чепец, подвязывавшийся на подбородке. В качестве украшения использовались бусы из жемчуга. Предметы одежды, составившие основу для костюма в современном виде, сейчас хранятся в музее Емтланда. Характерной чертой мужского костюма является преобладание коричневого цвета.
Костюм деревни Стрём был задокументирован в 1934 году. Женский костюм состоял из блузы со стоячим воротом, корсажа (праздничный ранее изготовлялся из шёлковой парчи розового цвета, сейчас используются полосатые лифы из той же ткани, что и юбка) с большим декольте и застёжкой на пуговицах, шерстяная юбка в сине-красно-жёлто-зелёную полоску и закреплявшуюся на крючки посередине переда под фартуком, самого фартука (повседневный был той же фактуры, что и юбка, но с более узкими полосками, а праздничный был ржавого цвета с двумя светло-серыми полосами по бокам и одной на подоле), привозной (импортной) шали (в 1930-х годах была создана шаль с фактурой, идентичной юбке и повседневному фартуку) и сумки-кармана, которая не украшалась вышивкой. Головным убором также служил чёрный (у замужних женщин, а у незамужних девушек — розовый) чепец.

### Сёдерманланд

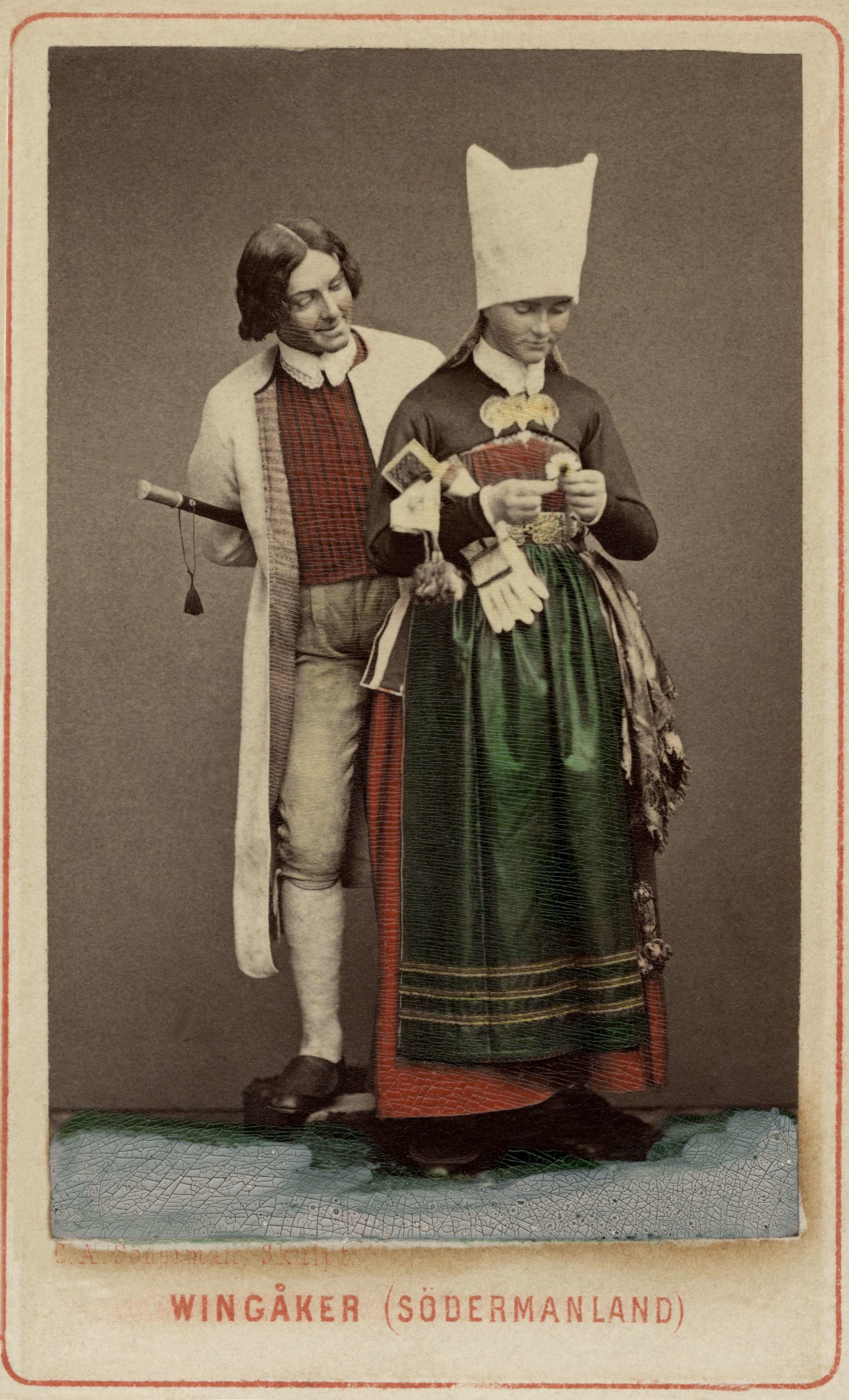
Костюм Вингокера, Сёдерманланд

Всего в Сёдерманланде насчитывается три задокументированных женских и столько же мужских костюмов, один женский был реконструирован на основе описаний и сохранившихся предметов одежды, а 31 женский костюм и два мужских были фактически созданы с нуля.
Например, костюм коммуны Ботчюрка под Стокгольмом не успел сформироваться как народная традиция, поэтому был искусственно создан в 1945 году. Женский состоит из тёмно-коричневого корсажа, украшенного вышитыми с помощью пряжи цветочными мотивами, зелёного хлопкового фартука, где по подолу вшита чёрная полоса с вышивкой, аналогичной на фартуке и красной шерстяной юбки; мужской — из белой вышиванки (белая рубаха, вышитая красными нитями), красного однобортного жилета с отложным лацканом, коричневого сюртука со стоячим воротом, зелёной подкладкой и красной окантовкой на обшлагах, и чёрных бриджей, также с зелёной подкладкой. Аналогичным образом за год до этого был создан «народный костюм» Дункера и Флена.
К хорошо сохранившимся и задокументированным костюмам относятся костюмы Вингокера и Эстерокера. Отличительной особенностью костюма этих приходов является длинный бежевый сюртук с красной подкладкой у мужчин и головной убор замужних женщин: на чепец с соломенным каркасом (швед. huckel), одевалась сначала красная суконная или кожаная шапка, вышитая чёрно-жёлтыми нитями, а затем вокруг шапки обматывался белый плат. Незамужние девушки носили этот головной убор без белого плата, но с узорчатыми шёлковыми лентами. Кроме того, женщины носили вышеупомянутый красный или зелёный (цвет определялся по характеру праздника) сарафан из шерсти, представлявший собой сшитые вместе юбку с лифом, разделённым тонкой красной полосой.
Костюм Мёркё был реконструирован в 1930 году. Он состоял из тёмно-синего шерстяного корсажа, юбки в красно-сине-жёлтую полоску, белых блузы и шали, головным убором служил шёлковый чепец зеленовато-голубого цвета, который имел каркас из прессованного войлока и украшался вышивкой цветочными мотивами с помощью белых, красных и зелёных нитей. К чепцу крепилась белая кружевная полоска из тюля.

### Уппланд
Воротник мужской рубахи был отложной, а шляпы имели высокую тулью. Юбки собирались на поясе и крепилась с корсажем только сзади.
Одним из самых узнаваемых костюмов этой области является костюм Хэверё, располагающийся в области Рослаген в коммуне Норртелье. Согласно свидетельствам художника-пейзажиста Карла-Андреаса Дальстрёма, составившего подробный каталог народных костюмов Швеции, в 1863 году народный костюм всё ещё был в употреблении. Мужской костюм с 1820-х-1830-х гг. сильно напоминал мужской костюм Вингокера: замшевые бриджи (с 1840-х-1850-х гг. вытесняются бриджами), красный жилет в мелкую полоску и с воротом-стойкой и праздничное пальто-кафтан белого цвета с синей окантовкой и из телячьей кожи, скреплявшейся с помощью крючков (застёжка доходила до середины груди). Ориентировочно до рубежа XVIII—XIX веков белое пальто носили и в быту, к 1805 году оно вышло из повседневного употребления среди молодёжи и сохранялось среди пожилых мужчин. В отличие от костюма Вингерока, карманы на передней стороне одежды были косыми, а манжеты и воротник иногда были ярко-красными. Для похода в церковь помимо вышеупомянутых предметов одежды носили чёрную двубортную куртку. Впоследствии данный костюм пользовался популярностью у молодых парней, которые также надевали его и на вечеринки. Обычный формальный костюм был, как правило, синего цвета. В качестве головного убора для не очень значимых праздников, например, вечеринок и домашних гулянок носили валяные шапки красного цвета. С 1840-х-1850-х гг. в праздничный мужской гардероб вошла в обиход манишка (швед. nattkappa), которую с помощью кусков ткани, отходящих от неё по обе стороны, завязывали на верх рубахи. Нередко её называли шемизеткой (швед. chemisett), и как и женская блуза, такая манишка вышивалась красными нитями. В женском костюме преобладал красный цвет: корсаж в красно-чёрно-зелёную полоску, с коротким вырезом и застёгивавшийся на пуговицы; полушерстяная юбка с такой же фактурой; фартук с более тёмной, чем у юбки и корсажа фактурой и шаль. Лишь блуза и рубаха были естественного, белого цвета. Необычным был праздничный головной убор жительниц Хэверё, носившийся для походов в церковь и напоминавший русские кокошник или кику: он представлял собой надевавшуюся на чепец круглую шёлковую или хлопковую шапочку, каркас которой делался из бумаги, на задней стороне которой присутствовал вдающийся вверх гребень. Этот убор вышивался шёлковыми шнурами. В быту женщины носили шерстяные шапки, а по прочим праздникам — чепцы из шёлковой парчи чёрного или тёмно-синего цвета. Его происхождение неизвестно, возник он, вероятно, в начале XVIII-го века, и по состоянию на 1750-е гг., судя по воспоминаниям путешественников, аналогичные головные уборы носили в Халланде. На свадьбу жених дарил невесте замшевые перчатки, вышитые шёлком. Один экземпляр таких перчаток хранится в Музее северных народов в Стокгольме.
Помимо Хэверё, долго сохранялся костюм Тирпа, который также находится в Рослагене.

### Вестергётланд
Для этой области была характерна куртка из чёрного камлота с подкладкой из белого льна, которая держал форму с помощью китового уса и имела люверсы для шнуровки. Костюм прихода Туарп (швед. Toarp, сотня Ос) сохранил много элементов моды XVII века. Корсаж из сотен Висте и Ос был окрашен в чёрно-красно-белую клетку, и вышивался небелёными льняными нитями, юбка изготавливалась из полушерстяного саржа (с основой из льна и утком из тонкой шерсти) красного цвета, повседневная шаль была полосатой, а праздничная — белой, украшенной кружевами; на голове носили шёлковый чепец, также украшенный кружевами. В Ракебю на чепец также носилась соломенная шляпка.

### Блекинге
Также, как и Сконе и Халланд, эта область принадлежала Дании и затем отошла Швеции. Для цветовой гаммы женского костюма этой области характерны розовый и голубой. Например, в Медельстаде луза имела отделяемый отложной воротник, украшенный кружевами. Также кружевами и вышивкой украшался перед и рукава блузы. Медельстадский праздничный корсаж изготавливался из шёлковой парчи голубого цвета, на ней вышивались цветочные мотивы из розовых, зелёных и жёлтых нитей. Шаль изготавливалась из тёмно-синего шёлка с полосатой окантовкой других цветов. Юбка была тёмно-синего цвета, в наше время также изготавливаются лиловые. Передник/фартук был в вертикальную бело-розово-голубую полоску. Повседневным головным убором был белый чепец, а праздничными — красный чепец с белыми кружевами и белый плат «klut» (был ещё более формальным). Повседневный женский костюм Блекинге состоял из белой рубахи (швед. linne) и вышеупомянутый фартук. Жилеты в Блекинге были двубортными со стоячим лацканом.

### Дальсланд
К настоящему моменту не задокументировано ни одного костюма из этой исторической области, однако было реконструировано пять женских и два мужских костюма. В современном виде народный костюм Дальсланда сложился в основном в конце XIX века. Костюм Нёссемарка представляет собой комплект из кофты и юбки (в России он назывался «парочка») в клетку и белого передника, вышитого кружевом в технике «хардангер». Он был открыт в 1977 году, и, после многочисленных и тщательных исследований, был представлен 28 мая 1981 года, на Вознесение Господне. До этого, как и во всей Швеции, носили костюм с корсажем и юбкой.

### Норрботтен
Костюм реконструирован в 1912 году местным объединением.

### Вермланд

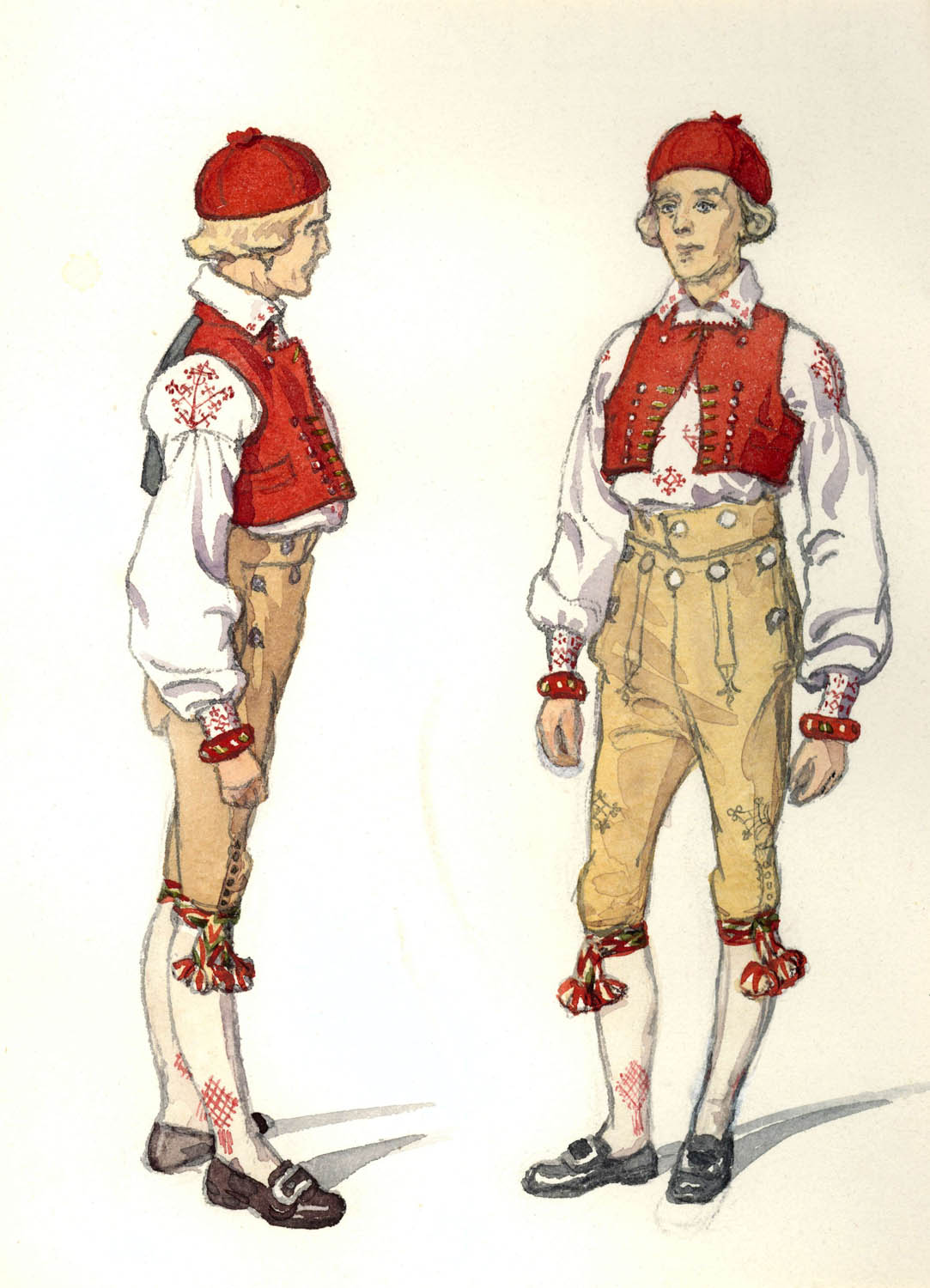
Мужской костюм деревни Норра-Ню (Вермланд)

В Вермланде сильно норвежское влияние, ввиду расположения на непосредственной границе двух стран, но помимо него, здесь присутствуют элементы культуры как и севера Швеции, так и юга, а также частично финской, так как этот исторический регион активно заселялся в XVI—XVII веках, по большей части как раз финнами (в целом норвежско-шведское пограничье, исторически населявшееся финнами называется Финнског(ен) (норв. Finnskogen и швед. Finnskog, то есть финский лес, лес финнов), а финское население и их потомки — лесными финнами). Прежде всего народный костюм был утрачен на юге из-за большей густонаселённости, но и в других местностях Вермланда из-за притока рабочей силы на древообрабатывающие, мукомольные и горнодобывающие предприятия в XVIII—XIX веках традиционный костюм не смог сформироваться. Однако в таких областях, как Нордмарк и Финскоген, он всё же присутствует, в нём, помимо элементов одежды XVIII века, наличествуют и элементы средневековой, как например, кафтан-сюртук у мужчин и чепцы у женщин. К 1928 году, судя по упоминаниям в Ежегоднике Шведской туристической ассоциации сохранилось пять мужских и женских народных костюмов со всего Вермланда. С момента создания Комитета по культуре провинции Вермланд в 1934 году были реконструированы (а в некоторых случаях созданы с нуля) многие другие костюмы, бытовавшие в Вермланде.
В целом в Вермланде были распространены белые шали, сливавшиеся с такими же белыми отложными воротниками, украшенные по краям красным орнаментом. Похожие шали были распространены в девичьем костюме Эстергетланда, но здесь их передние концы обычно заправлялись за пояс. Воротник мужской рубахи был стоячим и мог достигать в высоту до 7-8 см.
Женский костюм Эстервалльскога (коммуна Орьенг) состоял из трёх юбок в красно-коричнево-серую полоску, носившихся друг на друга (практика ношения многослойных юбок одной фактуры также бытовала в Сконе и Халланде и служила своеобразным показателем роскоши), красного корсажа с кокеткой, белого передника, вышитого красными нитями, белой шали с набивным рисунком, белых чулок и синего жакета. Замужние женщины носили белый чепец (швед. pannakläde), завязывавшийся на макушке. Обувью служили туфли с берестяной подошвой. Мужской же костюм состоял из замшевых бриджей, красного жилета со спинкой из подкладочной ткани, застёгивавшегося на крючки, белых чулок, подвязывавшимися красными шерстяными лентами с кисточками на концах, синей куртки и кафтан из серого домотканого полотна, сохранившего средневековый покрой: например, на подоле присутствуют ластовицы, придающие им некоторую ширину. На голове носили тюбетейку из домотканого полотна красного цвета, а зимой — шерстяную шапку характерной формы. Костюмы Эстервальскога из-за выхода из-за употребления в начале XIX века были реконструированы в 1870-х годах на основе сохранившихся предметов одежды и описаний местными портными для стокгольмского Музея северных стран.
Мужской костюм Норра-Ню состоял из жёлтых бриджей, белых рубахи (праздничная вышивалась красными нитями) и чулок, короткого красного двубортного жилета (сейчас жилет имеет такой крой, что его нельзя застегнуть на все пуговицы) и чёрного кафтана со стоячим воротником. Головным убором служила красная или синяя тюбетейка. Женщины носили чёрные гофрированные юбки из полушерсти, зелёный передник из полушерсти с красной отделкой, корсаж (красный и сделанный из дамаста у незамужних и полосатый шерстяной у замужних) и белую шаль, вышитую по краям красными нитями, которую заправляли в корсаж. Замужние женщины носили белые чепцы, а незамужние — хомэвер (швед. hårnäver), невысокий берестяной головной убор наподобие кокошника, завязывавшийся сзади и расписывавшийся яркими красками, чаще всего на красном фоне. Хомэвер использовался в качестве резинки для волос, таким образом, предотвращая спадание волос на лоб и глаза.
Примером костюма, испытавшего финское влияние, можно назвать костюм Дальбю, который сохранялся дольше всех традиционных костюмов Вермланда — до конца XIX века. Женский костюм состоял из цельной тёмно-коричневой юбки, корсажа, застёгивавшегося на пуговицы, белой блузы, вышитой красными нитями, фартука (с клетчатым узором на подоле и переплетением красных полос на чёрном фоне), сумок-карманов с вышивкой по обе стороны и белых чулок. Головным убором служил хомэвер у незамужних девушек и белый чепец у замужних женщин. Мужской же костюм состоял из жёлтых бриджей, чёрного, застёгивавшегося на все пуговицы чёрного суконного жилета или синего камзола с рукавами, длинного домотканого кафтана чёрного цвета, в целом сохранившего черты средневекового покроя (шва на талии нет, разрез прямой, в полах присутствуют ластовицы), но и обладающего более поздними чертами: стоячим воротом и обшлагами (и обшлага, и ворот были красного цвета). Как и везде в Вермланде, головным убором служила тюбетейка.

### Вестманланд
Костюм села Вестерфернебу (швед. Västerfärnebo) коммуны Сала был частично задокументирован в 1884 году студентом Алексисом Энгдалем от имени стокгольмского Музея северных стран, однако был воссоздан гораздо позднее. Женский костюм состоял из полосатого домотканого (ткань имитировалась под коломянку — полосатую льняную ткань, как правило, импортировавшуюся из Англии) или кожаного (поверх кожи нашивалась ткань: так, один из сохранившихся кожаных лифов имеет верхнюю часть из чёрного узористого шёлка, а другой, почти детского размера — из набивного льна) лифа на завязках; полосатой юбки, льняного фартука с полосами или цветочным рисунком и белой блузы. Из 6 сохранившихся лифов-корсажей 5 однородны и относятся к началу XIX века. Один из них отличается от остальных материалом и глубиной выреза. Полосатый лиф, имеет ярко выраженные черты XVIII-го века. И покрой, и присутствие полосок имеют более древние черты, чем остальные пять лифов. Помимо женского костюма Вестерфернебру, было воссоздано 4 женских костюма, а 13 женских костюма были созданы с нуля. Полностью сохранившихся женских народных костюмов в Вестманланде нет.
Мужской костюм состоял из жёлтых замшевых бриджей и длинного кафтана-пальто чёрного или тёмно-серого цвета (в Бру-Мальма (швед. Bro Malma) пальто изготавливались из коричневато-чёрной телячьей кожи, а в Феллингсбру (швед. Fellingsbro) пальто изготавливались из чёрного бархата с красными воротом, обшлагами и на переднем крае). Документально был зафиксирован лишь мужской народный костюм Феллингсбру, два были реконструированы, а три были созданы с нуля.

## Свадебный костюм
Как и в случае с повседневным костюмом, костюм невесты (и иногда жениха) варьировался в зависимости от местности. Однако его общие черты всё-таки присутствуют. В первую очередь это свадебная корона (швед. brudkrona) — тяжёлый венец, изготавливавшийся из золочёного серебра и украшавшийся подвесками, ленточками и цветами. Свадебная корона держалась на голове с помощью ремешка и одевалась на фату. Статусом невесты, и соответственно, правом ношения свадебной короны могли лишь невесты-девственницы, что, по мнению этнолога Евы Кнутс (швед. Eva Knuts) из Гётеборгского университета было «одним из первых способов контроля женской сексуальности для церкви и общества». Хотя, как добавляет Кнутс, были случаи, когда родители невесты с преждевременной беременностью давали взятку священнику с целью не обращать внимания на это, а иногда платили на новую позолоты свадебной короны с целью искупления греха. Традиция ношения свадебной короны начала угасать в начале XX века, в наше время она переживает возрождение, однако современные короны не столь внушительны, как ранее. К другим украшениям невесты относились съёмный кружевной воротник, броши и кольца.
Что касается непосредственно одежды невесты, то в одних местах он включал в себя красный корсаж с широкими полотняными рукавами, вышитый золотом; в других — чёрное шёлковое платье, украшавшееся пестрыми лентами, серебряными украшениями и искусственными цветами. Во многих районах невесты просили родовое свадебное платье и свадебную корону у богатой соседки, для которой было почётным одевать невесту.
В обязанности невесты до свадьбы входила забота о свадебном наряде: в частности, она должна была сшить свадебную рубаху для жениха. Считалось престижным получить сундук, где впоследствии хранились и передавались из поколения в поколение свадебные наряды. На сундук могли наноситься даты и инициалы тех, кому они принадлежали. В день свадьбы невесте помогала одеваться её замужняя сестра (родственницы невесты, как замужние, так и незамужние, тоже могли принимать участие). Церемония надевания свадебного костюма проходила в доме жениха, в самой большой комнате перед зеркалом, куда вносился старый сундук со свадебным нарядом и украшениями для невесты.
Немецкий путешественник Аманд Швейгер-Лерхенфельд так описывает наряд шведской невесты XIX века:

…шведская невеста разодета пышно — безвкуснейшим образом. Если вошли в поговорку слова: «разодета, как крестьянская невеста», то они, видно, произошли из Швеции или вообще из северной Скандинавии. Чтобы как следует нарядить девушку необходимо, бывает обобрать все семьи в общине, и все это навешивается на голову, шею, руки и пальцы, а в особенности на шелковый корсаж. Талию невесты обвивает обыкновенно пояс, разукрашенный серебряными погремушками, а в один из её башмаков кладут серебряное кольцо, с тем чтобы супруги жили богато в своем будущем хозяйстве— Швейгер – Лерхенфельд, А. Ф. Женщина, ее жизнь, нравы и общественное положение у всех народов земного шара / А. Ф. Швейгер – Лерхенфельд. – Б. М. : Издательский дом «Кураре – Н», 1998. – 8 – 599.

## Национальный костюм

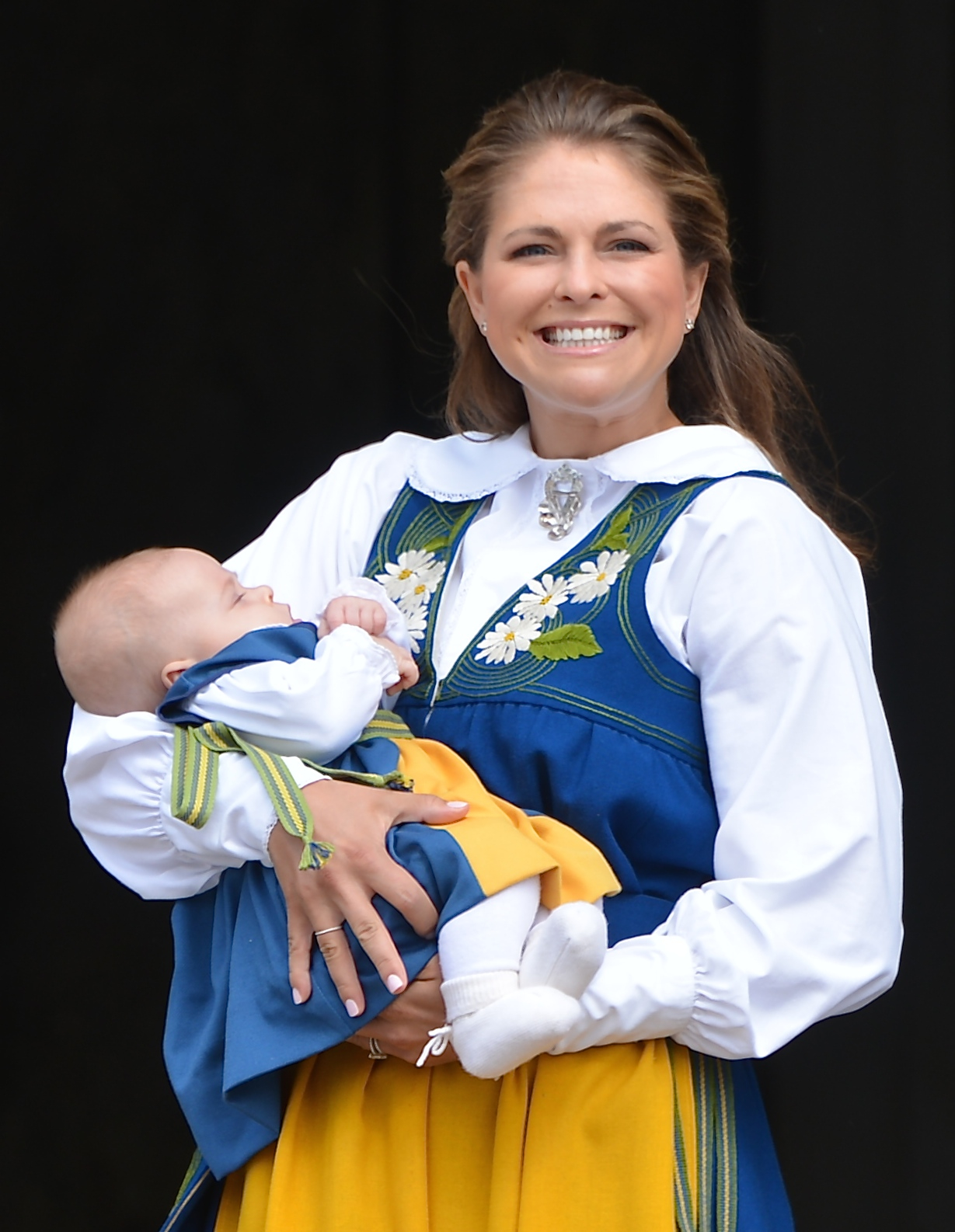
Принцесса Мадлен со своей дочерью Леонор на Дне Швеции в 2014 году

Сегодня, наряду с непосредственно народным костюмом по праздникам носят шведский национальный костюм (швед. svensknationaldräkt, sverigedräkt), отражающий единство шведского народа. Этот костюм был создан в 1903 году художницей Мартой Йоргенсен (швед. Märta Jörgensen) на основе всех вариантов народного костюма и впервые был представлен в Фалуне, хотя ещё за два года до этого появилась идея о создании национального костюма и распространения его в широких слоях общества, а в 1902 году Мартой создаётся «Шведское Женское объединение национального костюма» (швед. Svenska Kvinnliga Nationaldräktsföreningen), целью которого было создание новой одеждой с оглядкой на народную в противовес французской моде. Первоначально костюм был популярен, однако после Первой мировой войны, из-за сошедшего на нет национального романтизма его практически забыли, хотя сама Йоргенсен продолжала его носить вплоть до смерти в 1967 году. В середине 1970-х годов в стокгольмском Северном музее был найден экземпляр национального костюма, переданный неизвестной женщиной из Лександа, впоследствии по инициативе Бу Скреддаре (швед. Bo Skräddare, Бу Мальмгрен) был организован сбор других экземпляров о чём в газете «Land» было опубликовано объявление. Поиски завершились успешно, было найдено ещё несколько экземпляров национального костюма датировкой 1903-1905 годов. С тех пор произошло возрождение национального костюма, а 6 июня 1983 года, во время первого празднования Дня Швеции королева Сильвия представила усовершенствованный вариант национального костюма, спроектированный ею.
Национальный костюм окрашен в цвета флага Швеции — синего и жёлтого, и в случае с женским состоит из белой рубахи, синих корсажа и юбки и жёлтого передника, также допустим вариант с сарафаном (в этом случае он подпоясывается домотканым поясом с серебряной пряжкой) и корсажем красного цвета. Борты корсажа и подол передника украшены вышивкой в виде белых цветов с зелёными листьями. Костюм подпоясывается тканым поясом с серебряной пряжкой. Чулки и туфли чёрные. Мужской костюм, разработанный в 1970-х годах Бу Скреддаре, имеет аналогичную цветовую гамму и состоит из белой рубахи, жёлтых штанов-бриджей и синего жилета. Сама Йоргенсен в серии своих статей в журнале «Idun» так обосновывала символику цветов:

…в народном костюме нам нужны яркие цвета, они взбадривают наши чувства и действуют на наш разум, который обычно слишком недооценивают, а также «необходимы как противоречие темно-зеленому сосновому лесу и холодному белому снегу», как пишет Карл Ларссон в своём «Доме».
Оригинальный текст (швед.)…behöfva vi allmogedräktens starka färger: de ha på vårt sinne en upplifvande inverkan, som i regel alltför mycket underskattas, och «de äro nödvändiga såsom motsättningar till den djupgröna furuskogen och den kallhvita snön», som Carl Larsson säger i «Ett hem».— IDUN, 1909 г.
Тем не менее, попытки создания единого национального шведского костюма предпринимались и ранее: в 1778 король Густав III спроектировал костюм (швед. svenska nationella klädedräkten), который предполагалось носить среднему классу, дабы сокращать расходы на одежду и препятствовать влиянию иностранной (прежде всего — французской) моды. И женские, и мужские костюмы для придворных функций предъявляли особые требования к цвету: черный с красной отделкой для повседневного ношения и голубой с белой отделкой для официальных случаев. Остальные могли свободно выбирать свои собственные цветовые комбинации при условии, что они сохраняли двухцветную гамму. О введении национального костюма положительно высказывались некоторые европейские философы, в том числе Вольтер. После смерти Густава III тот костюм, не вошедший в широкое употребление, стал официальной формой при дворе, долгое время сохраняя своё значение. На протяжении многих лет женский костюм соответствовал требованиям моды, за исключением воротника и рукавов с вертикальной полосой, а также определенной цветовой гаммы — черный или очень темно-синий с белой отделкой. В мужском же костюме, помимо основы — моды XVIII века включал в себя элементы одежды эпохи Возрождения и середины XVII века.

## Галерея

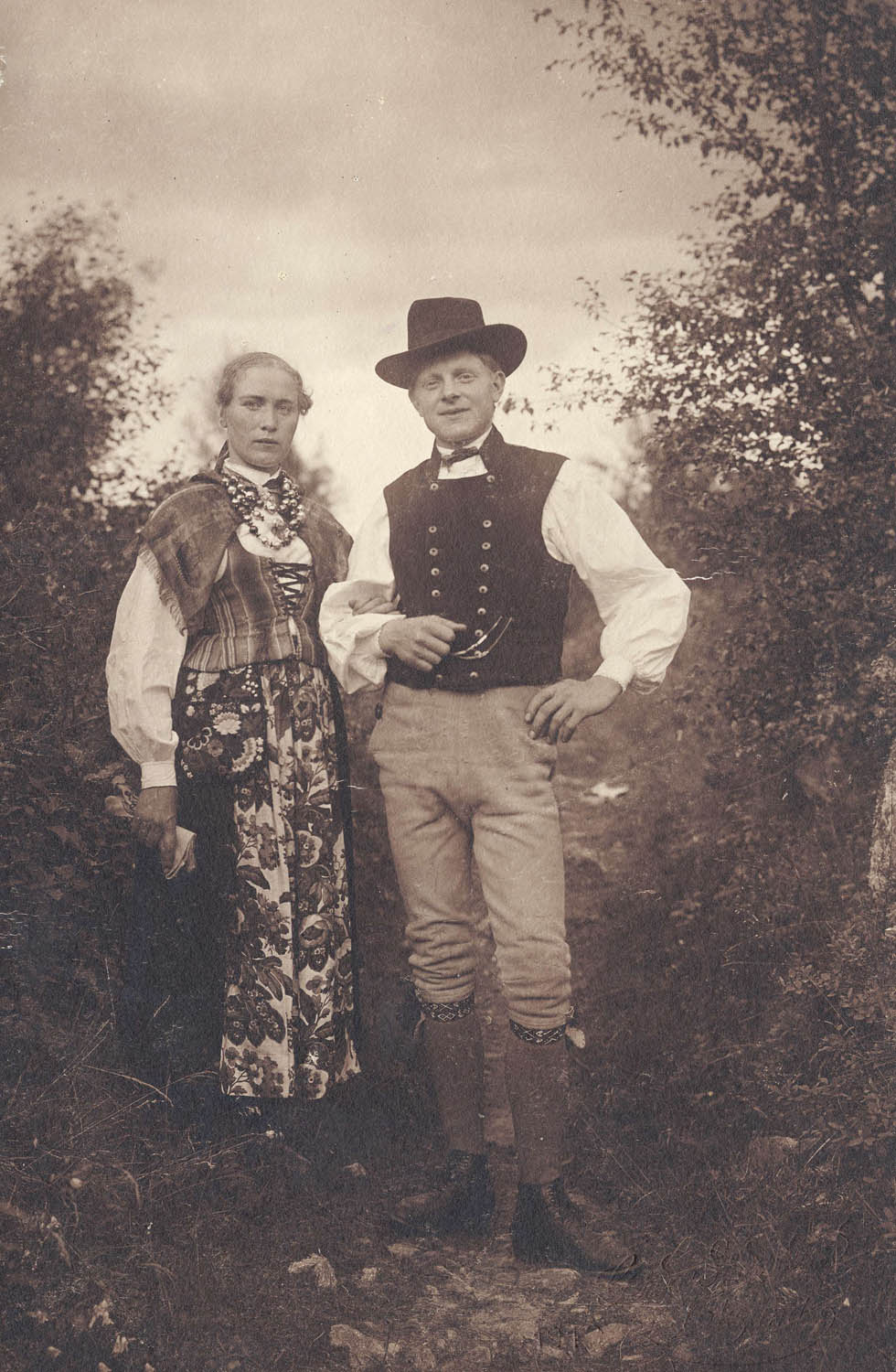
Жених и невеста в народных костюмах, д. Флода, коммуна Гагнеф, Даларна, начало XX века
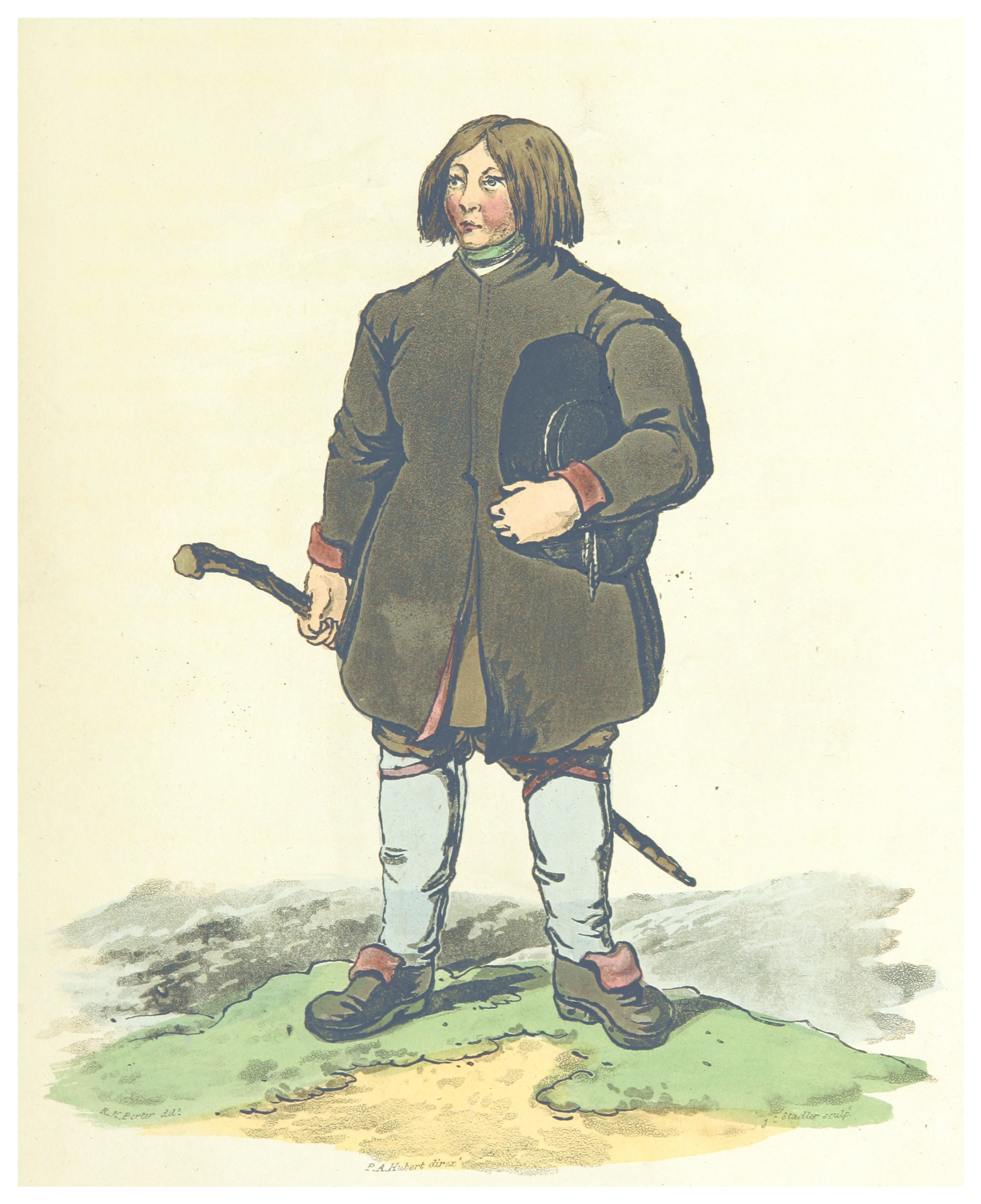
Крестьянин из Даларны, иллюстрация из книги Роберта Портера «Travelling Sketches in Russia and Sweden», 1813 г.
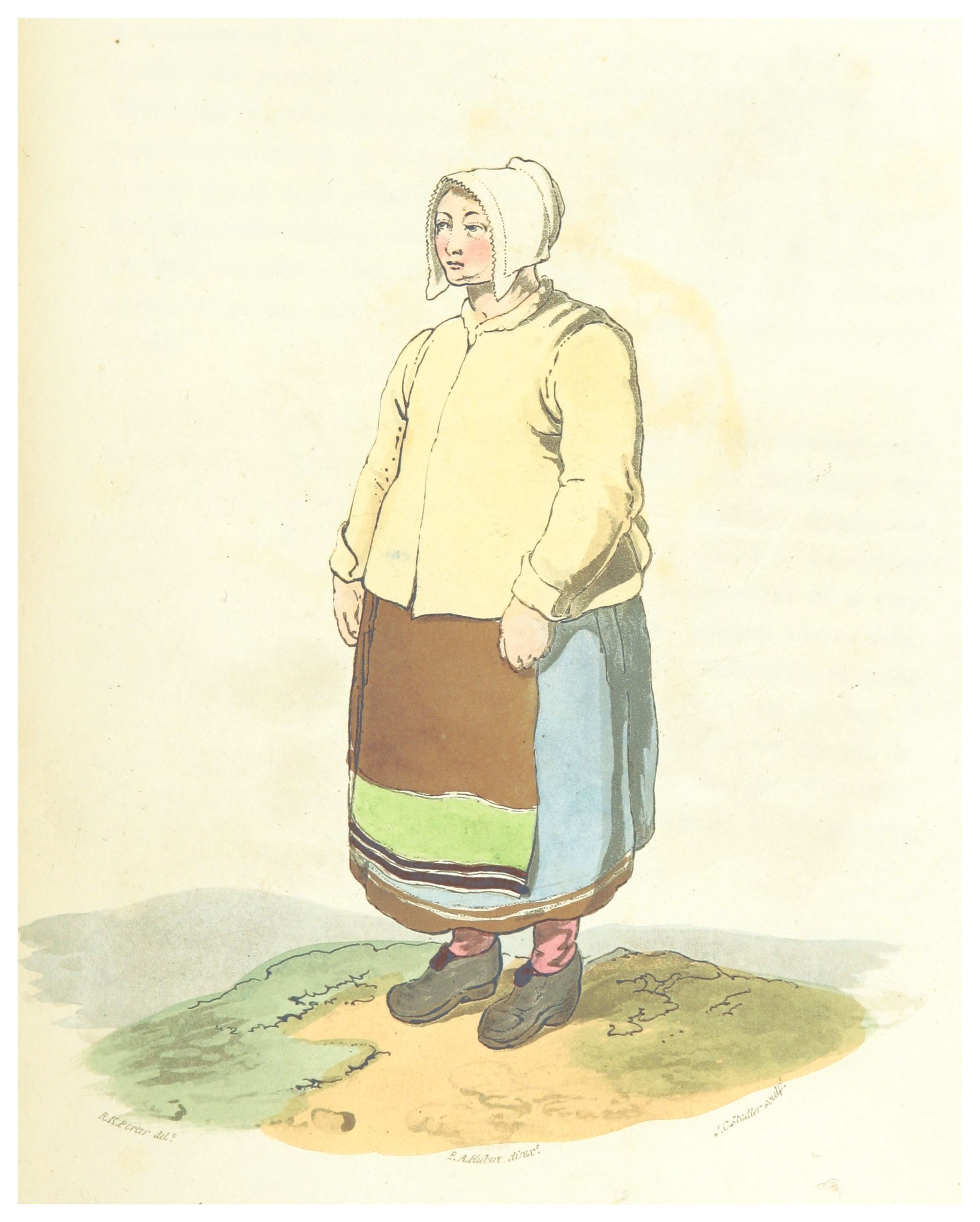
Крестьянка из Даларны, иллюстрация оттуда же
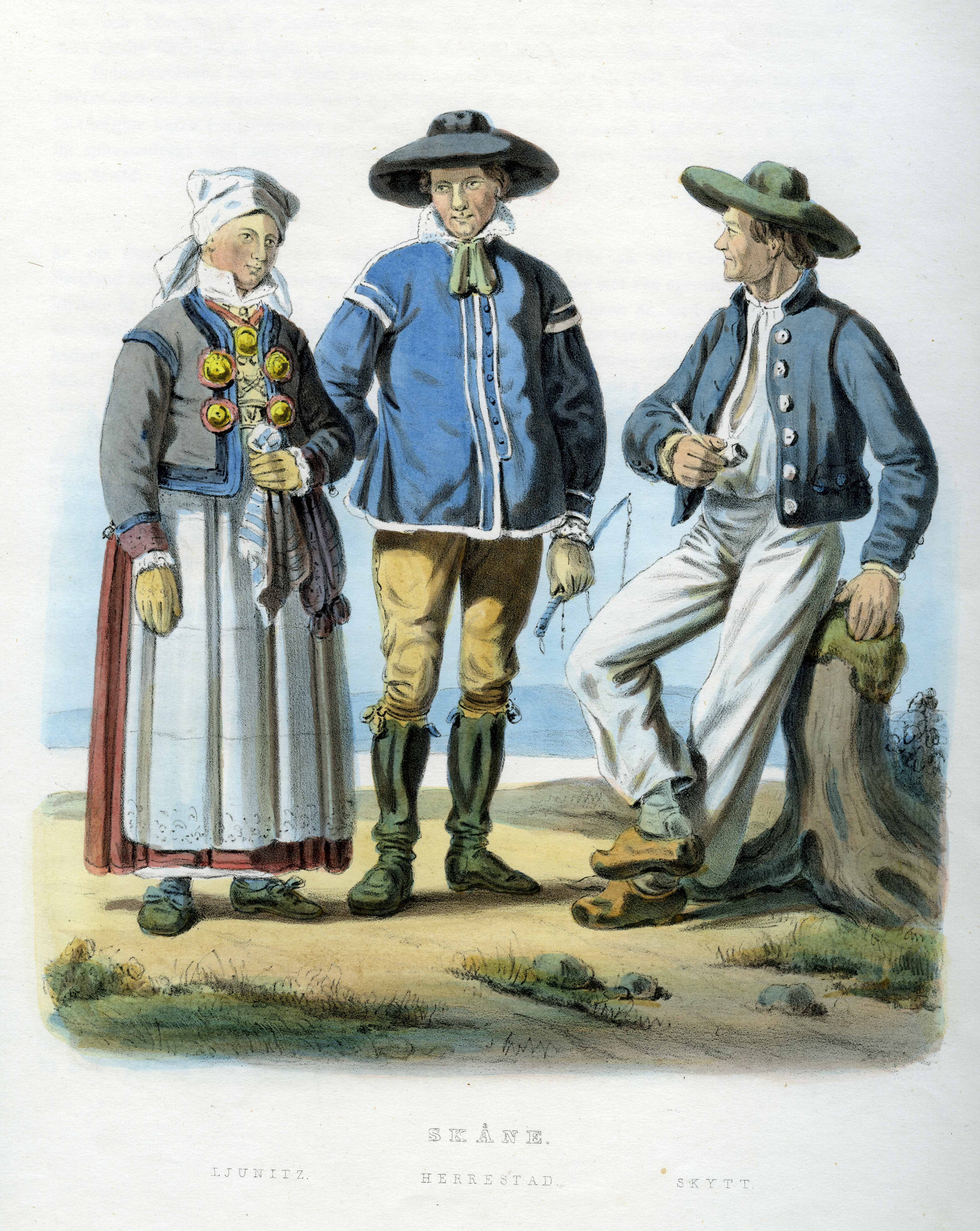
Костюмы из разных сотен в Сконе (слева направо): Юнит, Херрестад и Шютт
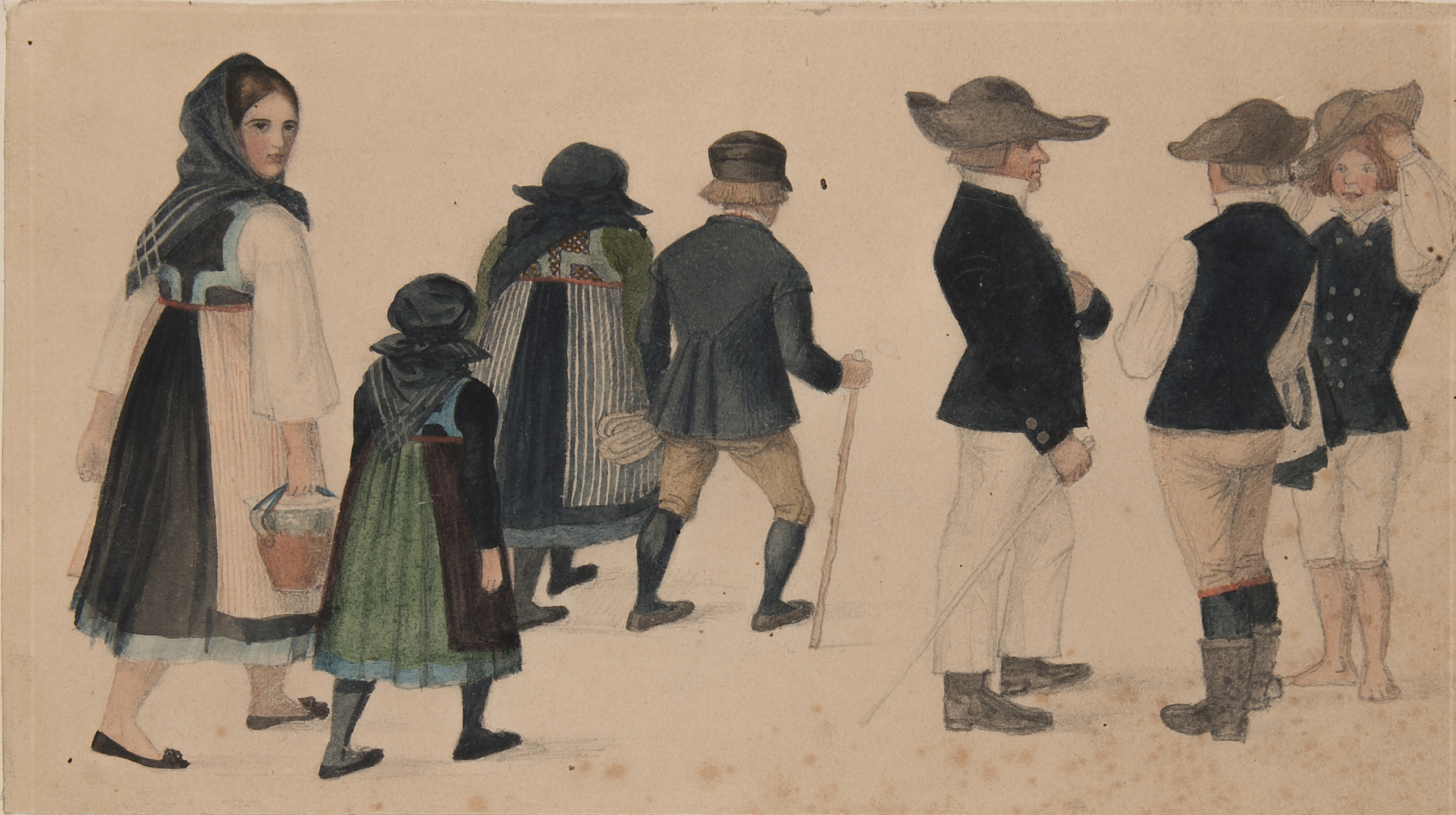
Группа жителей Сконе в народных костюмах, акварель
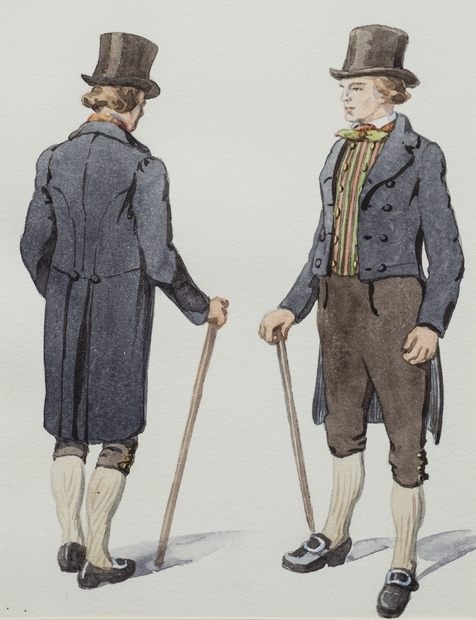
Народный костюм сотни Идре, Эстергётланд
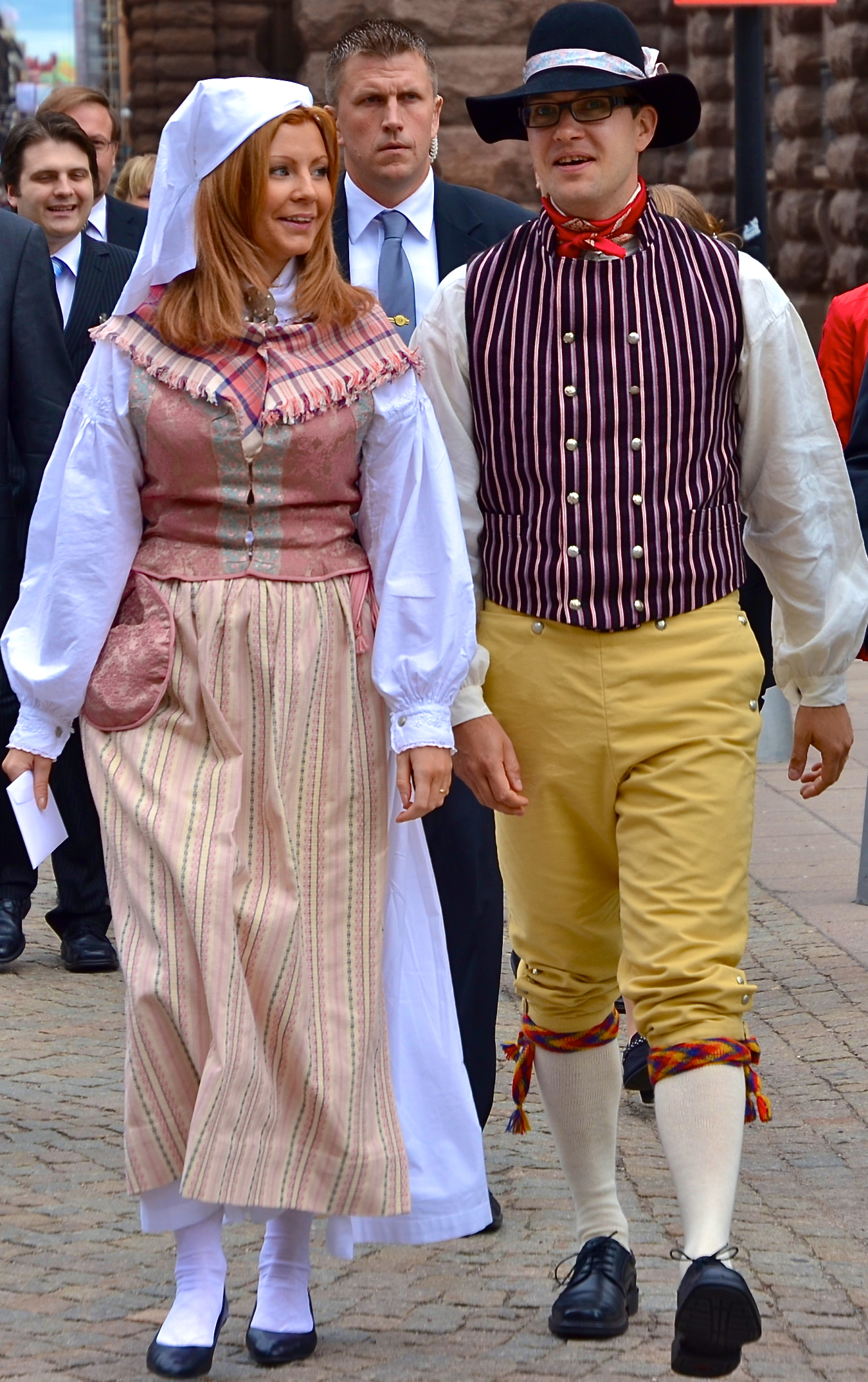
Лидер партии «Шведские демократы» Йимми Окессон со своей женой на открытии риксдага 15 сентября 2011 года
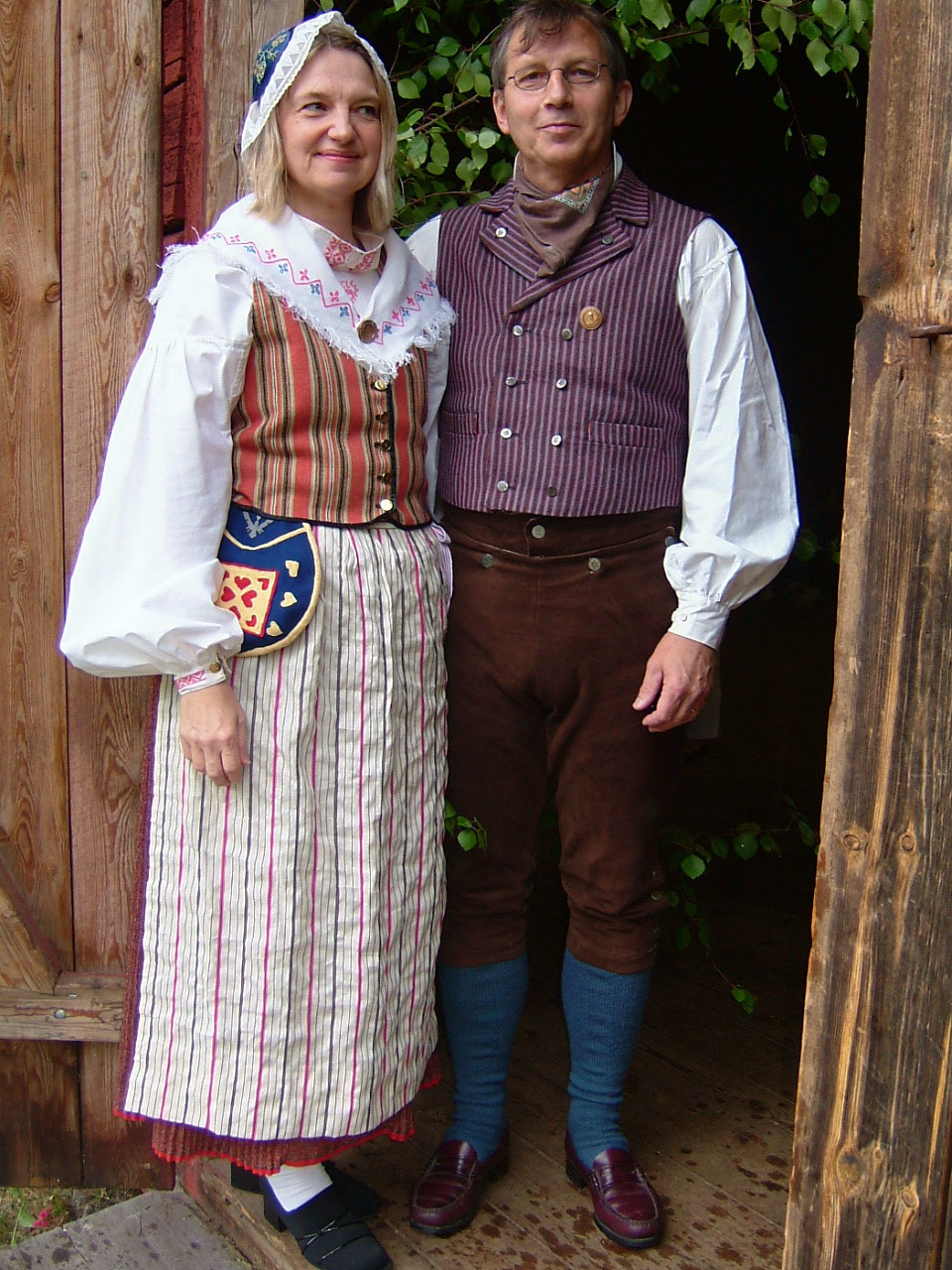
Костюм деревни Эстерфернебу (Естрикланд)
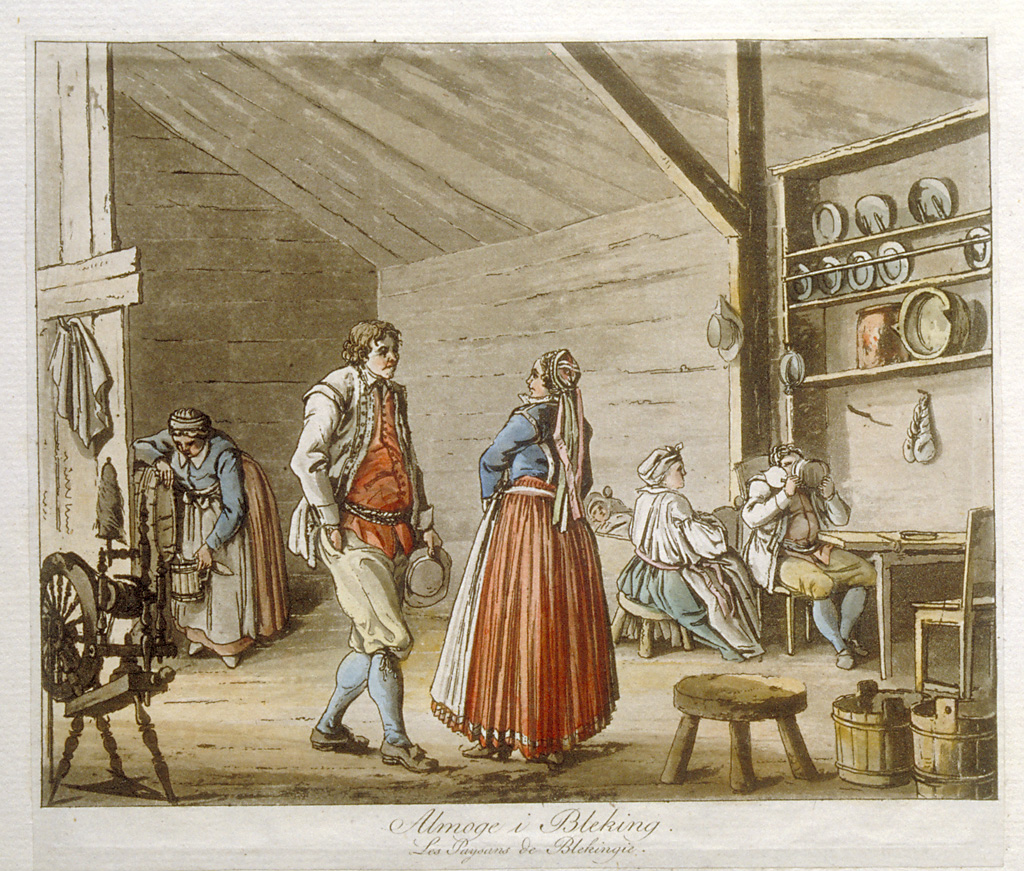
Жители Блекинге на гравюре по рисунку Йохана Фредрика Мартина, рубеж XVII-XIX веков
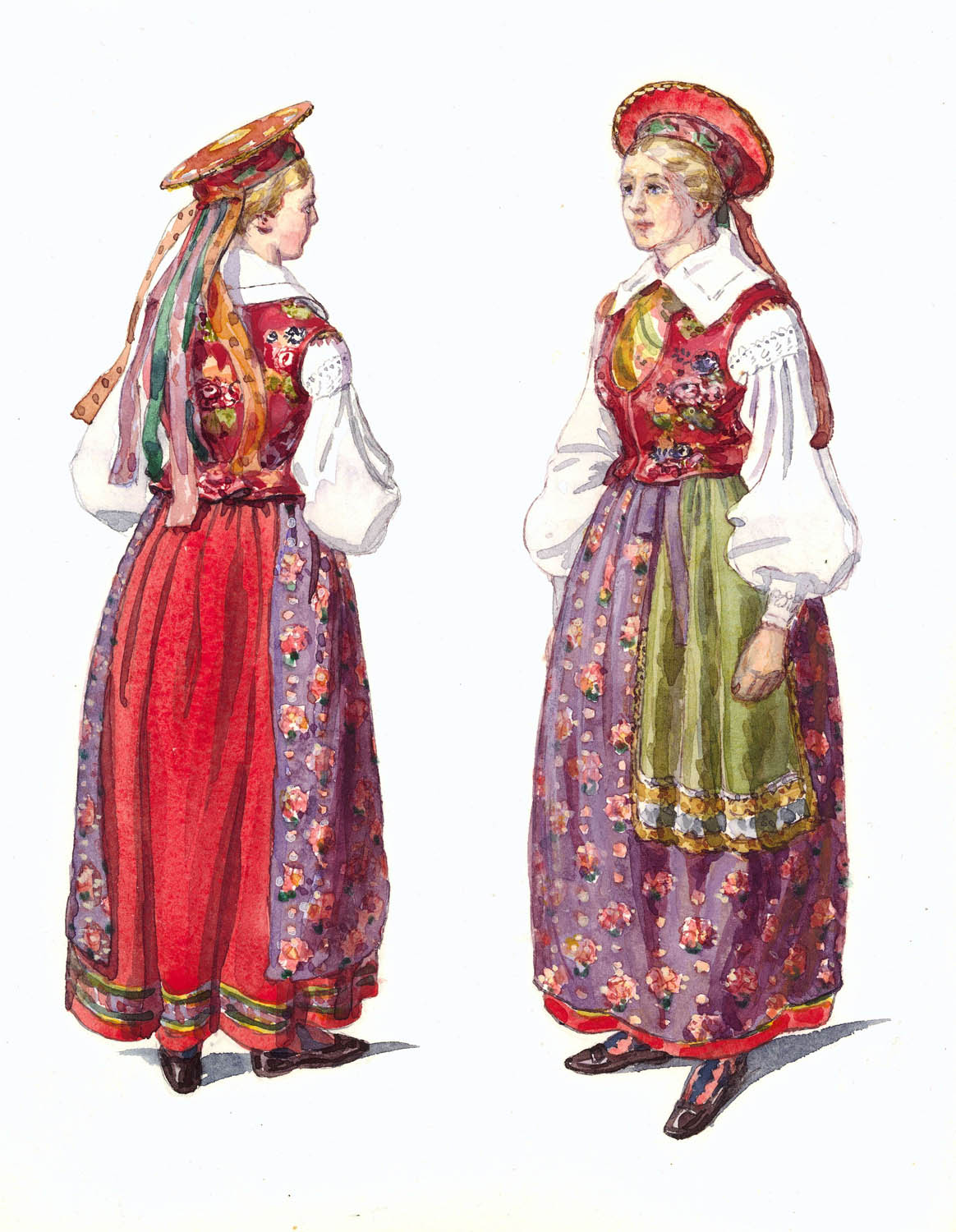
Праздничный женский костюм Медельстада, Блекинге
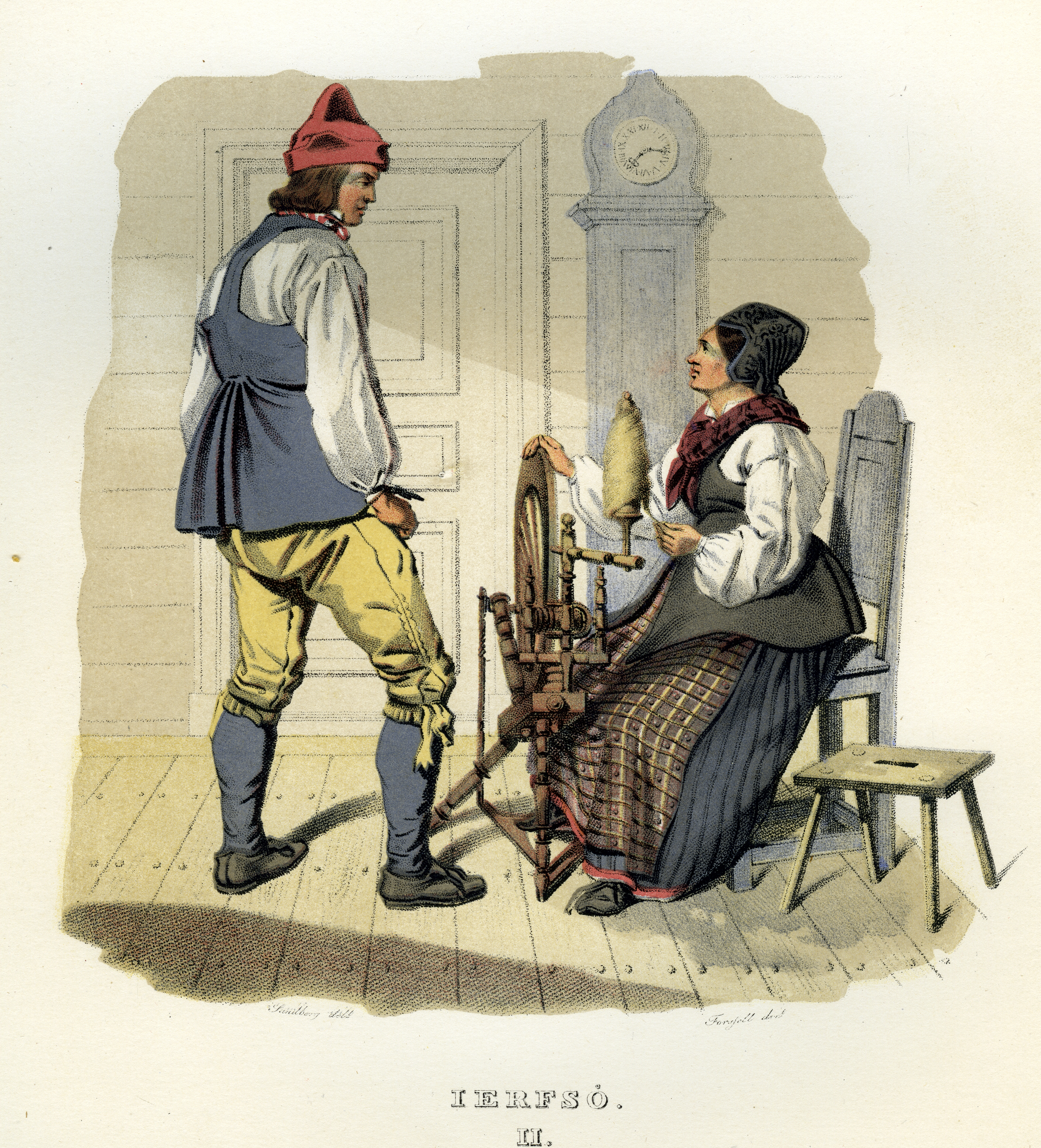
Костюм Ервсё, Хельсингланд
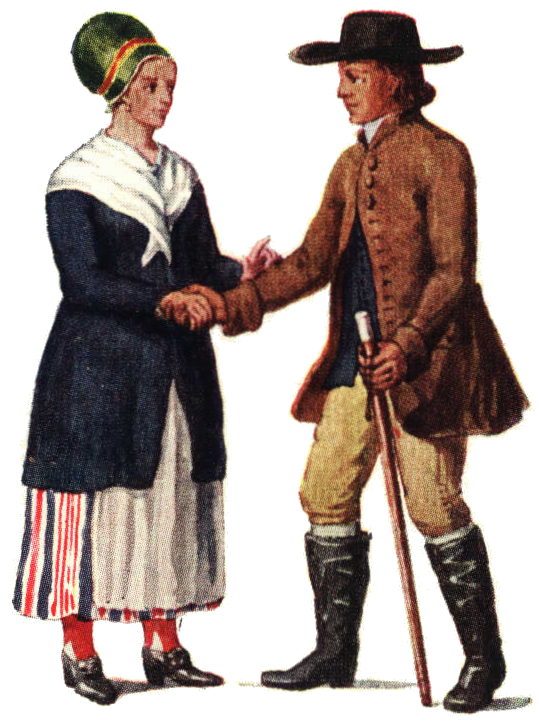
Костюм Мёркё, Сёдерманланд, иллюстрация из «Nordisk familjebok»
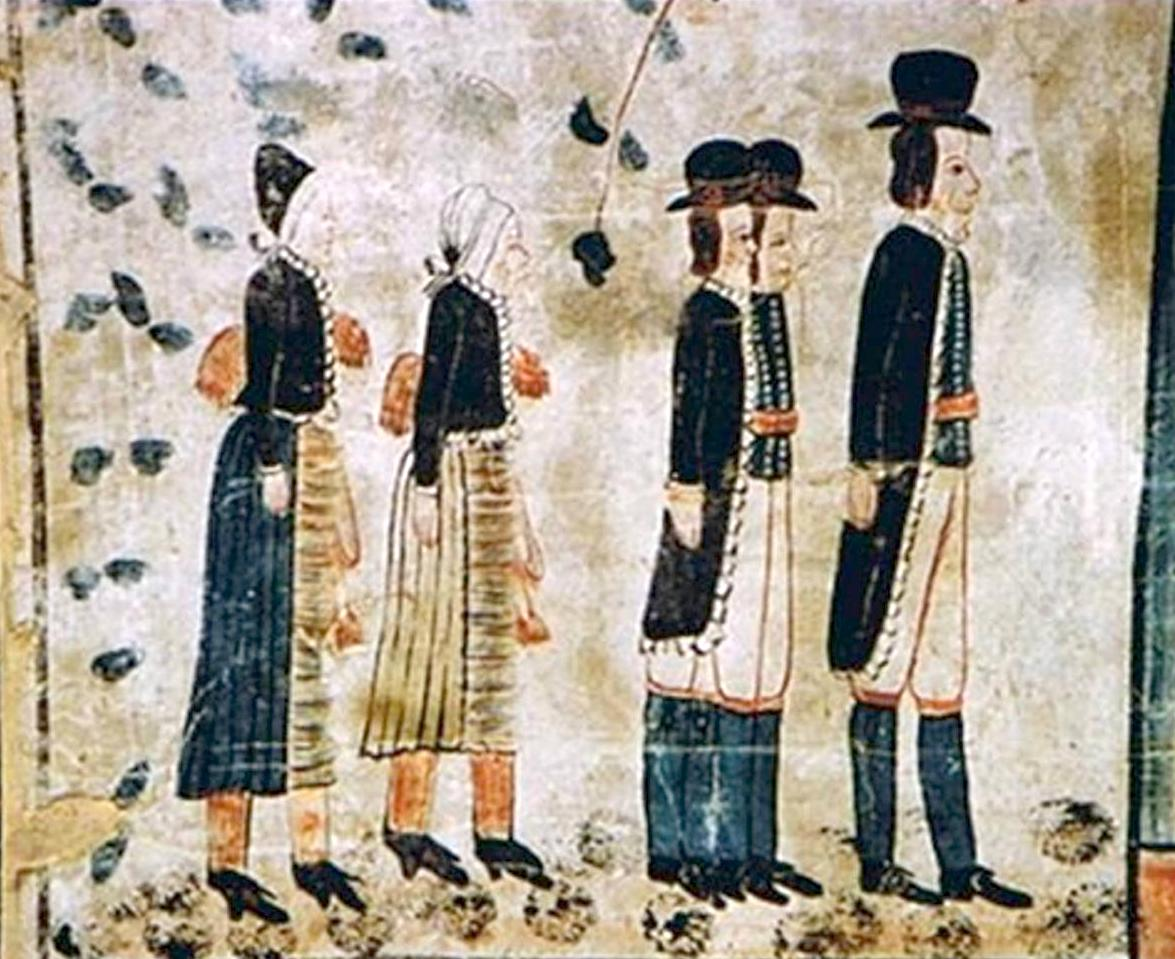
Процессия в народных костюмах из Реттвика, роспись по обоям, неизв. художник, 1829 г.
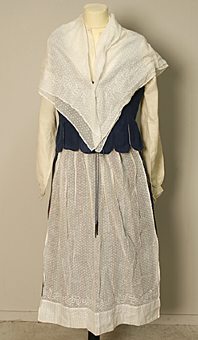
Женский народный костюм Мёркё, из собрания музея Сёдерманланда в Нючёпинге
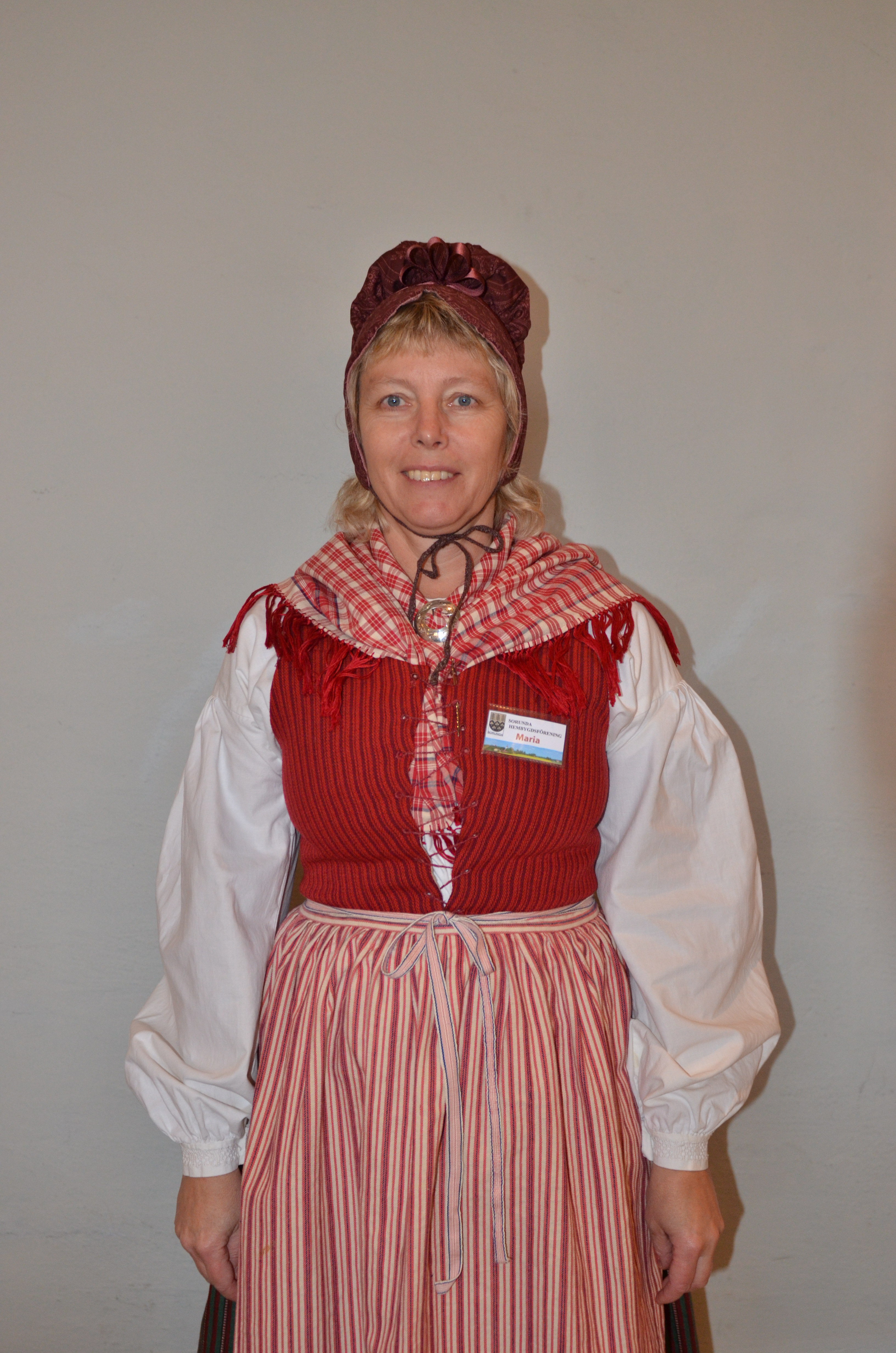
Костюм Сорунды, коммуна Нюнесхамн, Сёдерманланд
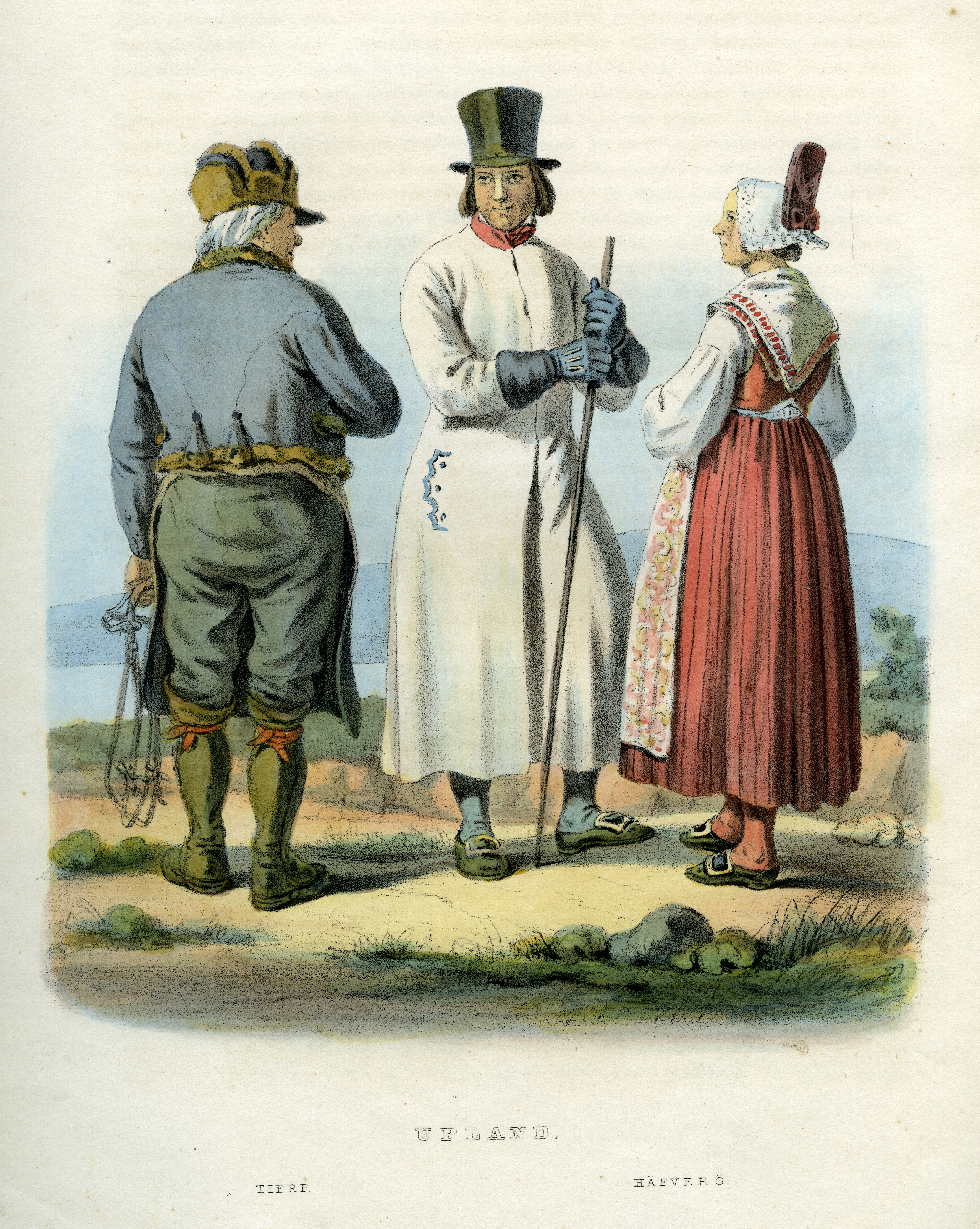
Костюм Уппланда (слева направо): Тирп и Хэверё
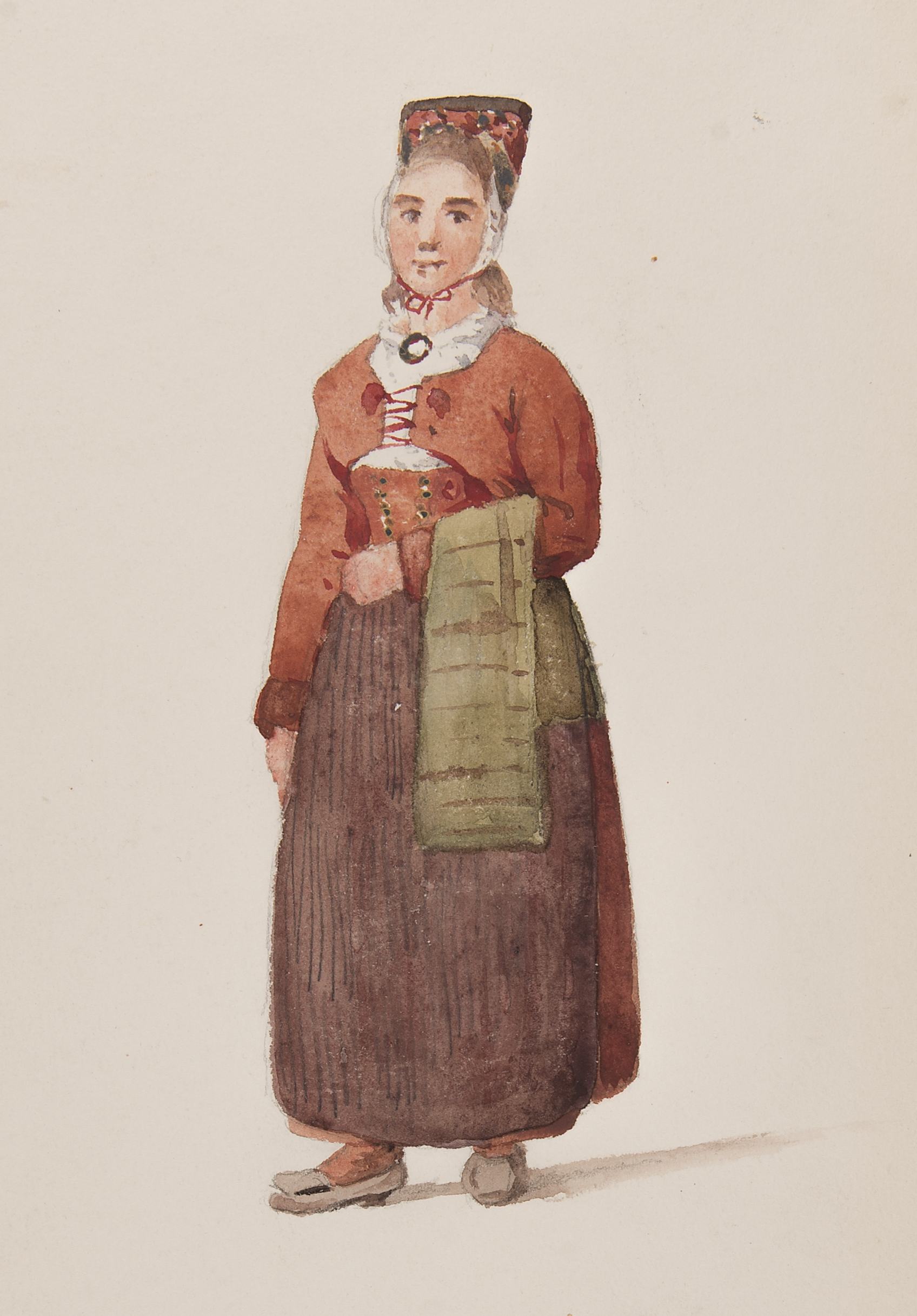
Женский костюм Хэверё
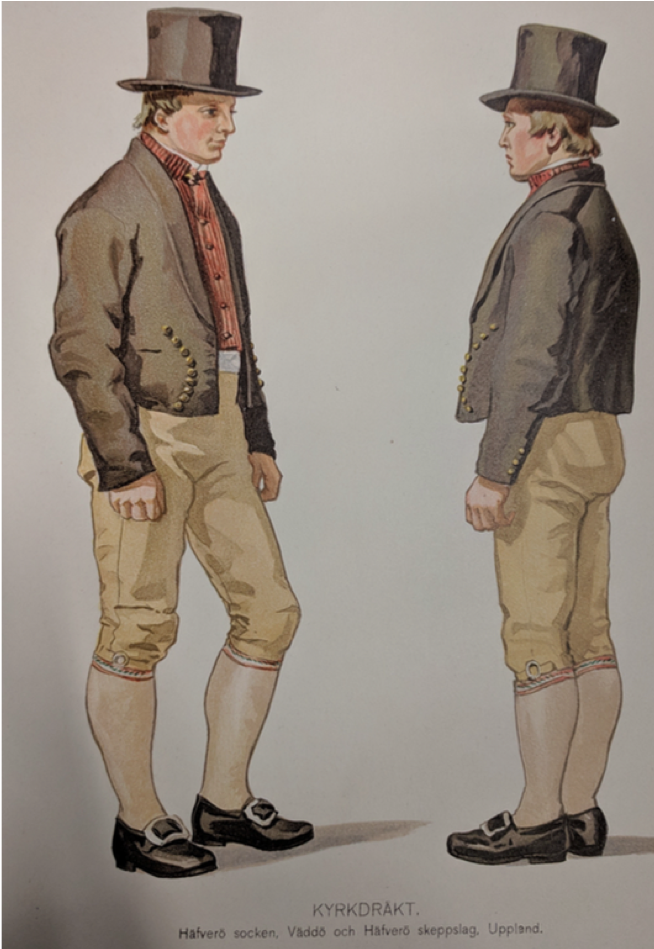
Мужской праздничный «церковный» костюм Хэверё
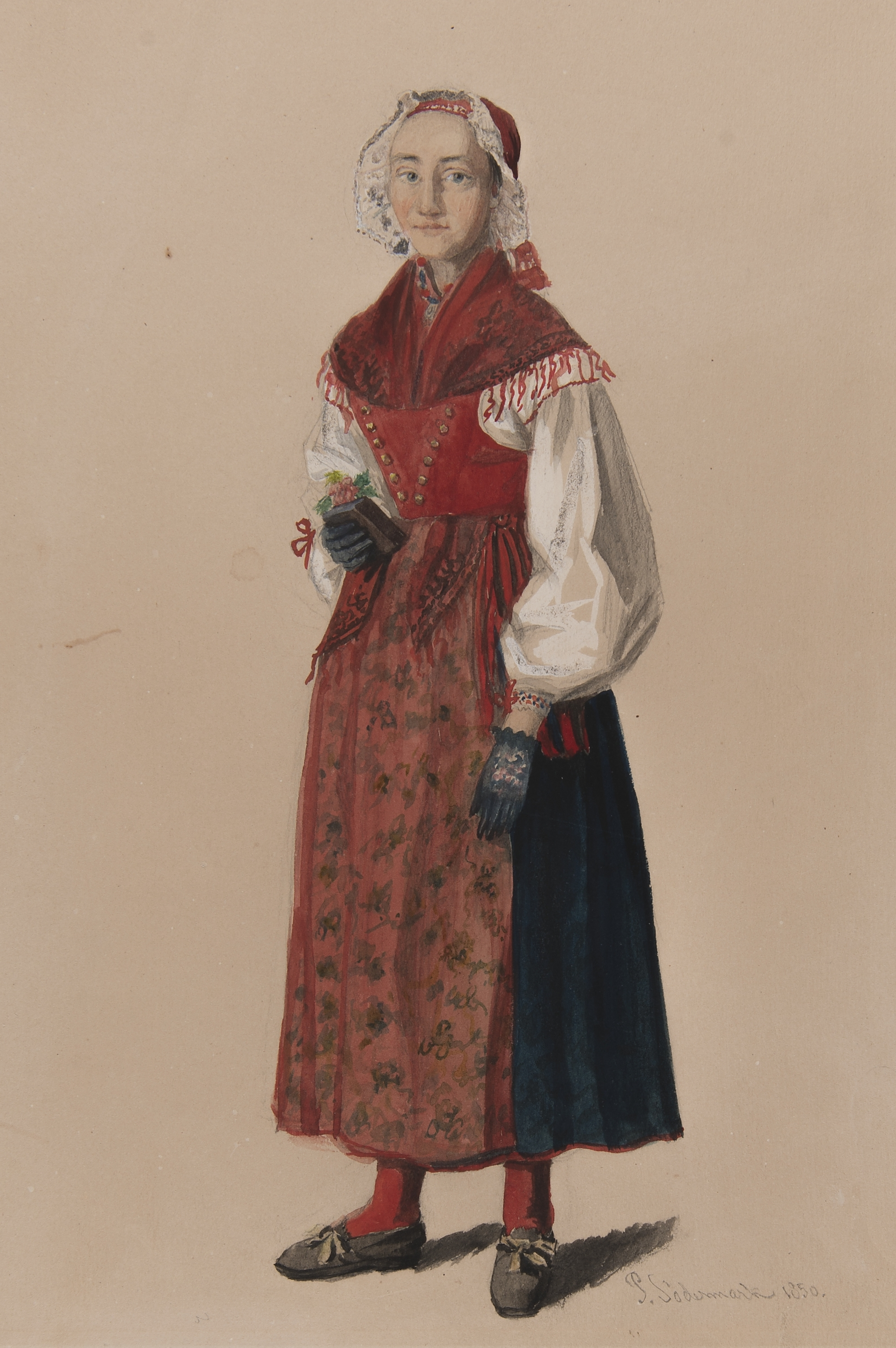
Женский народный костюм Эппельбу (окрестности Вансбру, Даларна)
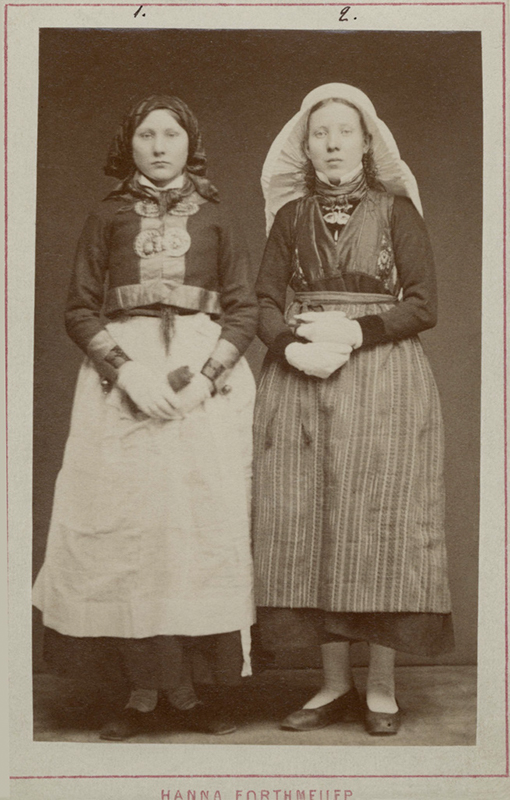
Крестьянки из сотни Харьягер (Сконе): незамужняя и замужняя, фотография из коллекции Музея северных стран
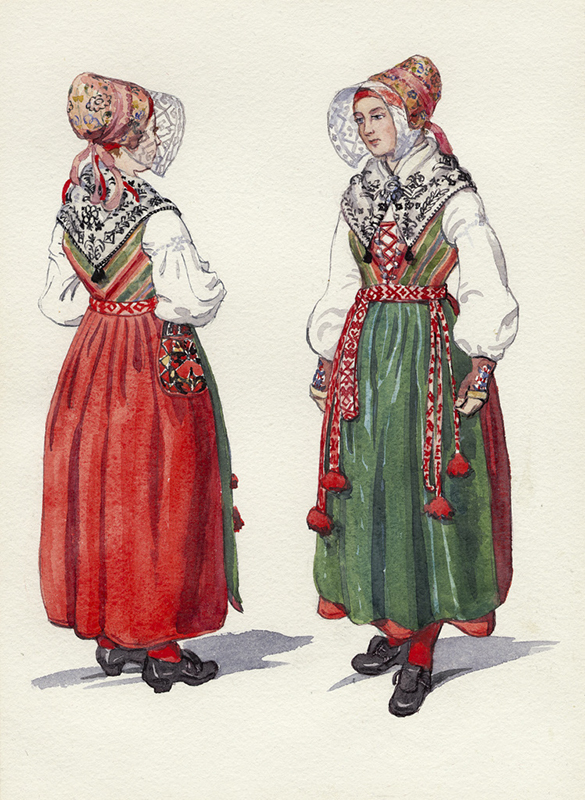
Народный костюм Ольс (Даларна), акварель из собрания Музея северных стран
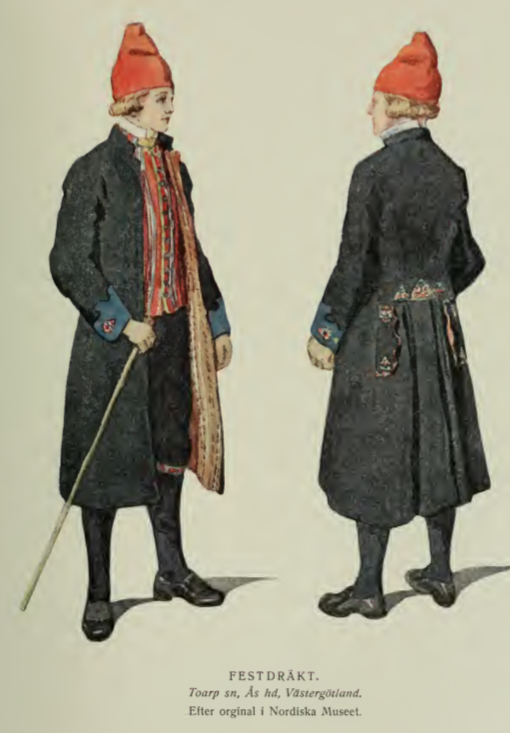
Мужской костюм Торпа (Вестергётланд)
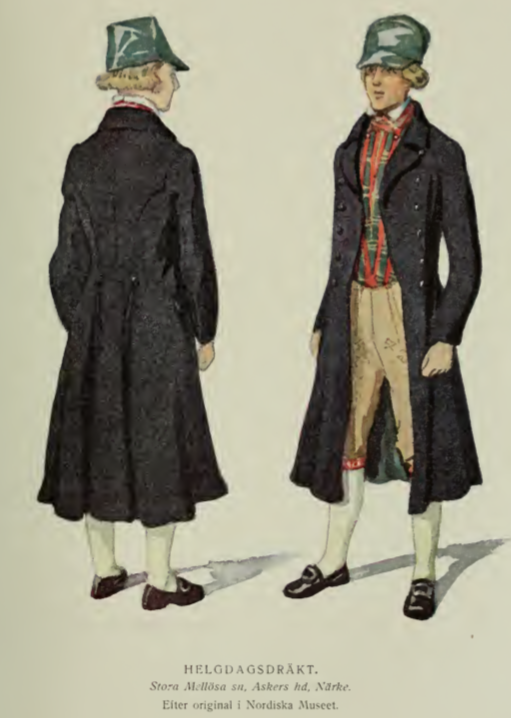
Мужской костюма села Стура-Меллёса (историческая область Нерке, ныне коммуна Эребру одноимённого лена)
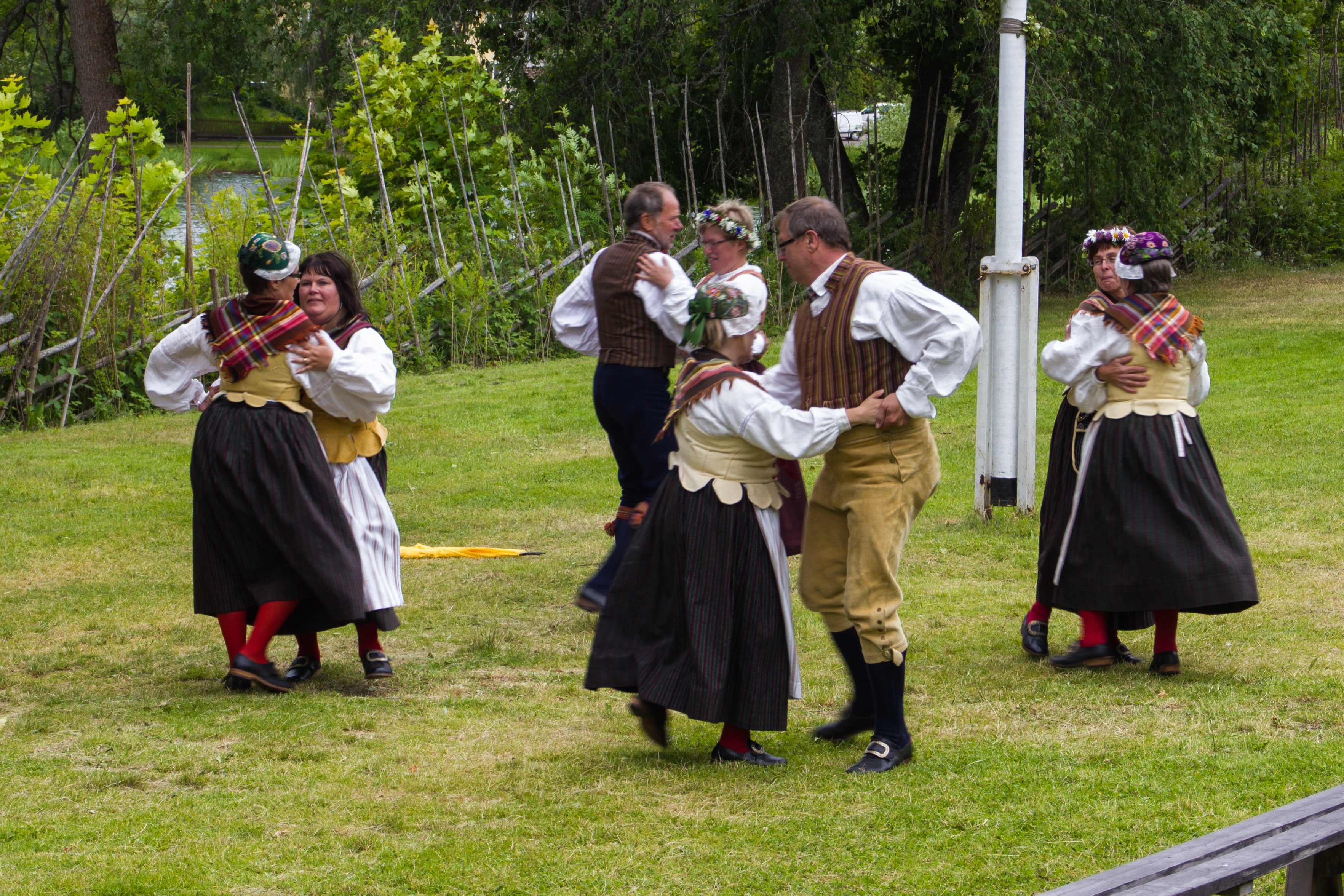
Танцоры в народных костюмах деревни Бю (Даларна) во время празднования Мидсоммара
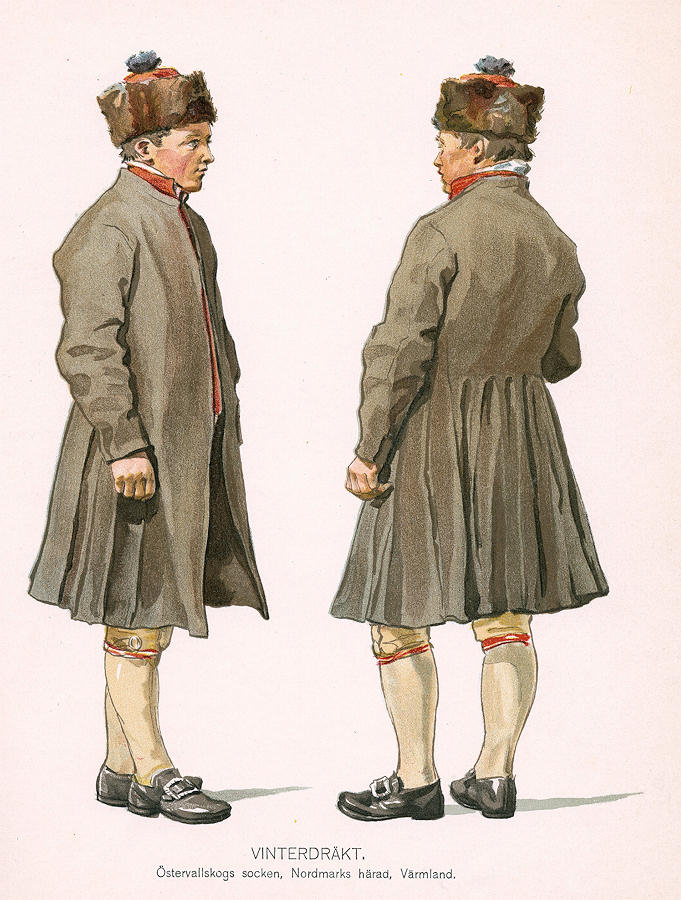
Житель Эстервалльскога в зимней одежде, на голове — характерная меховая шапка
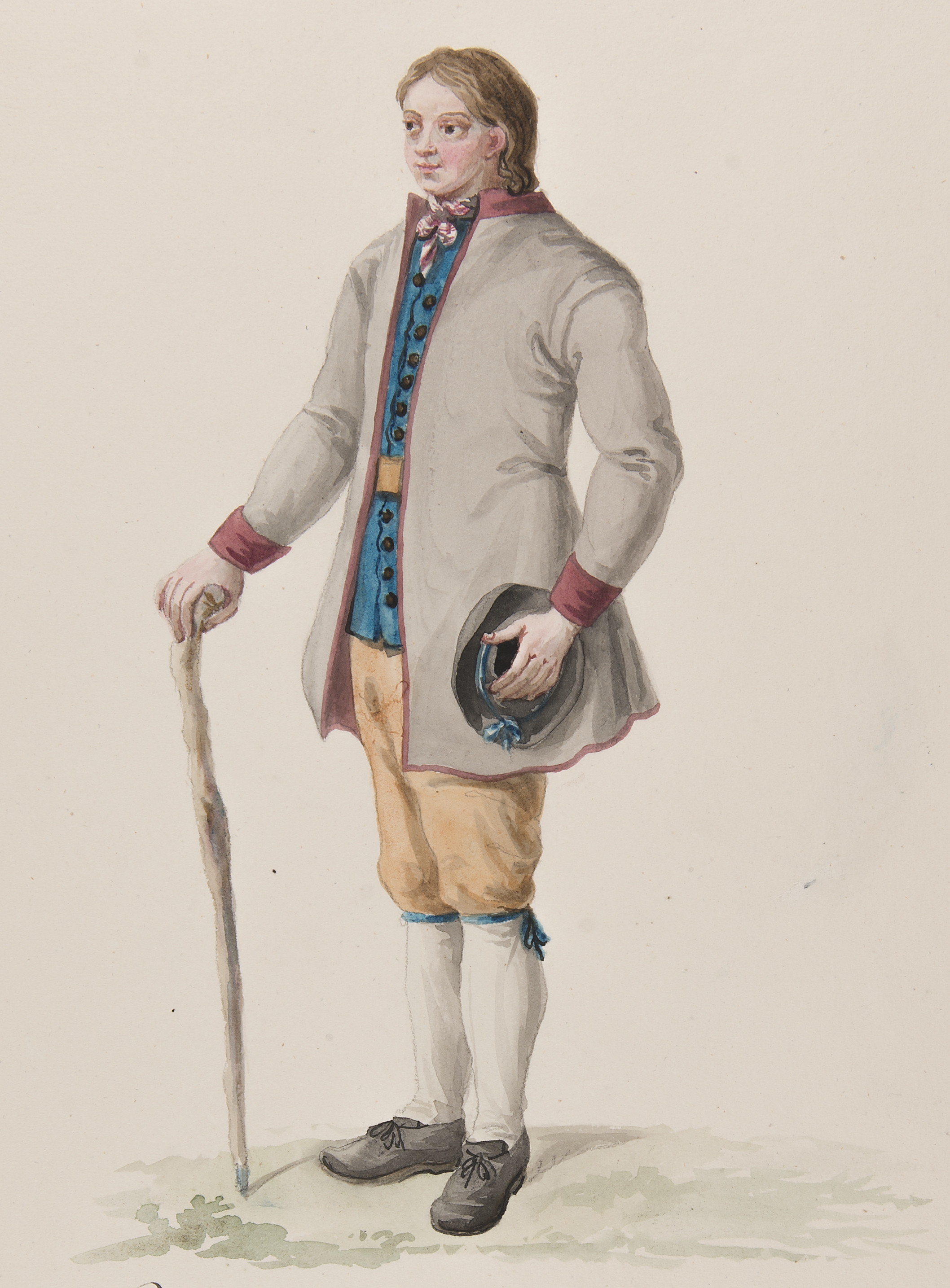
Мужской костюм Дальсбю
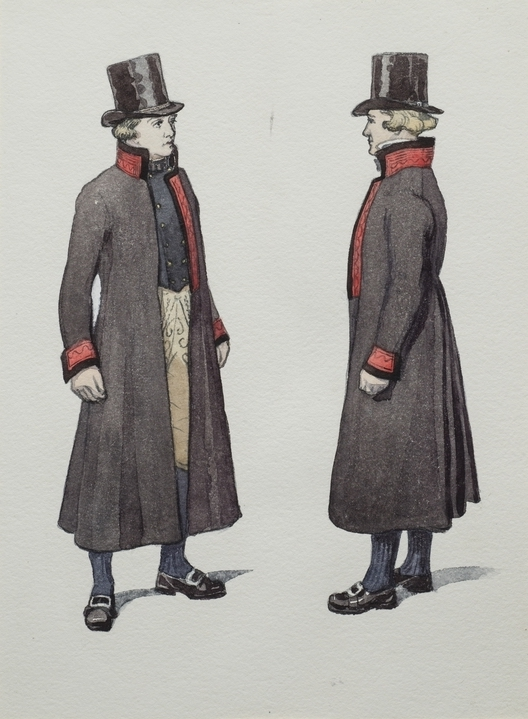
Мужской народный костюм Феллингсбру
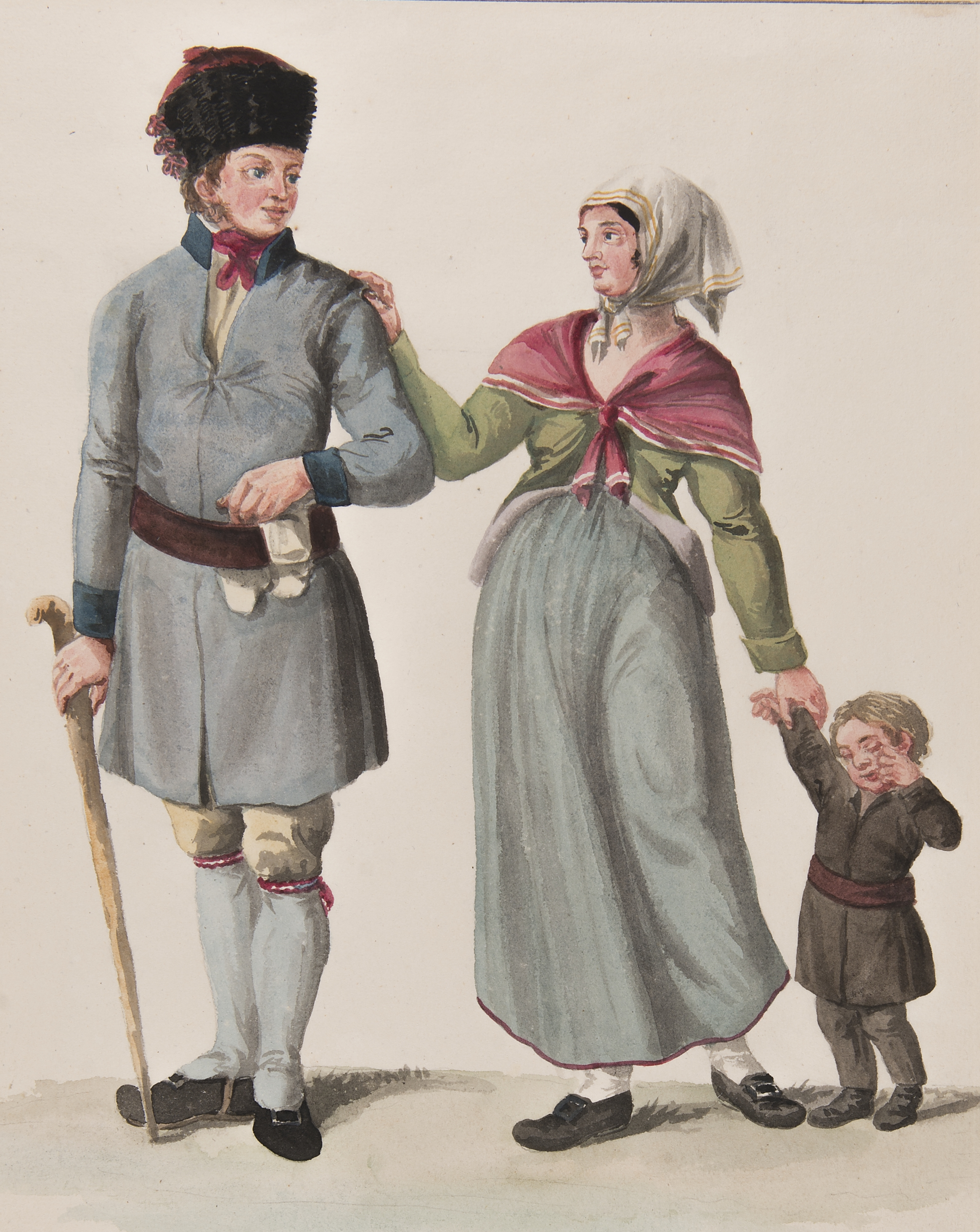
Народный костюм Естрикланда
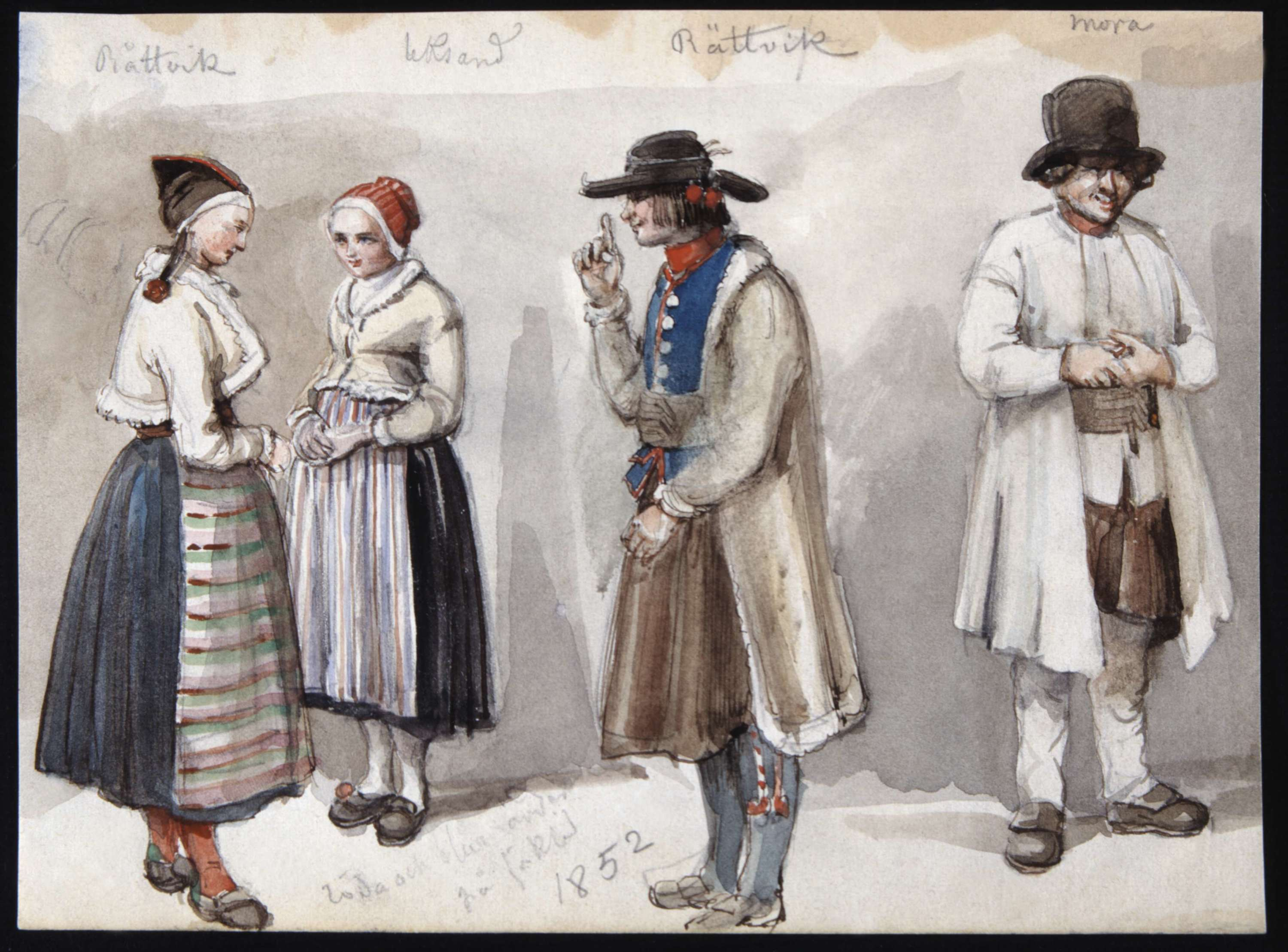
Жители Даларны (пара из Реттвика, женщина из Лександа и мужчина из Моры) в народных костюмах

Предметы шведского народного костюма из Музея северных стран в Стокгольме
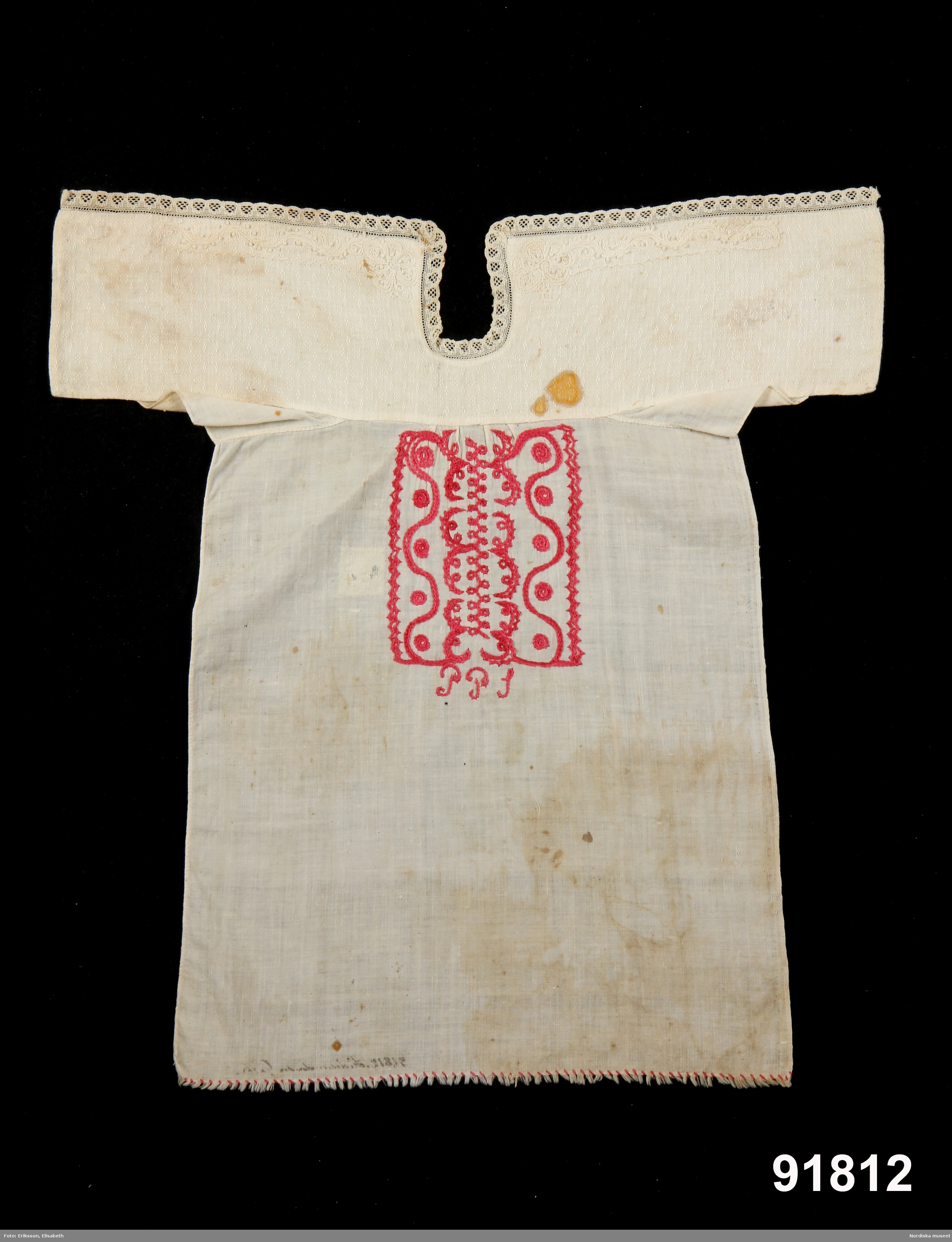
Манишка
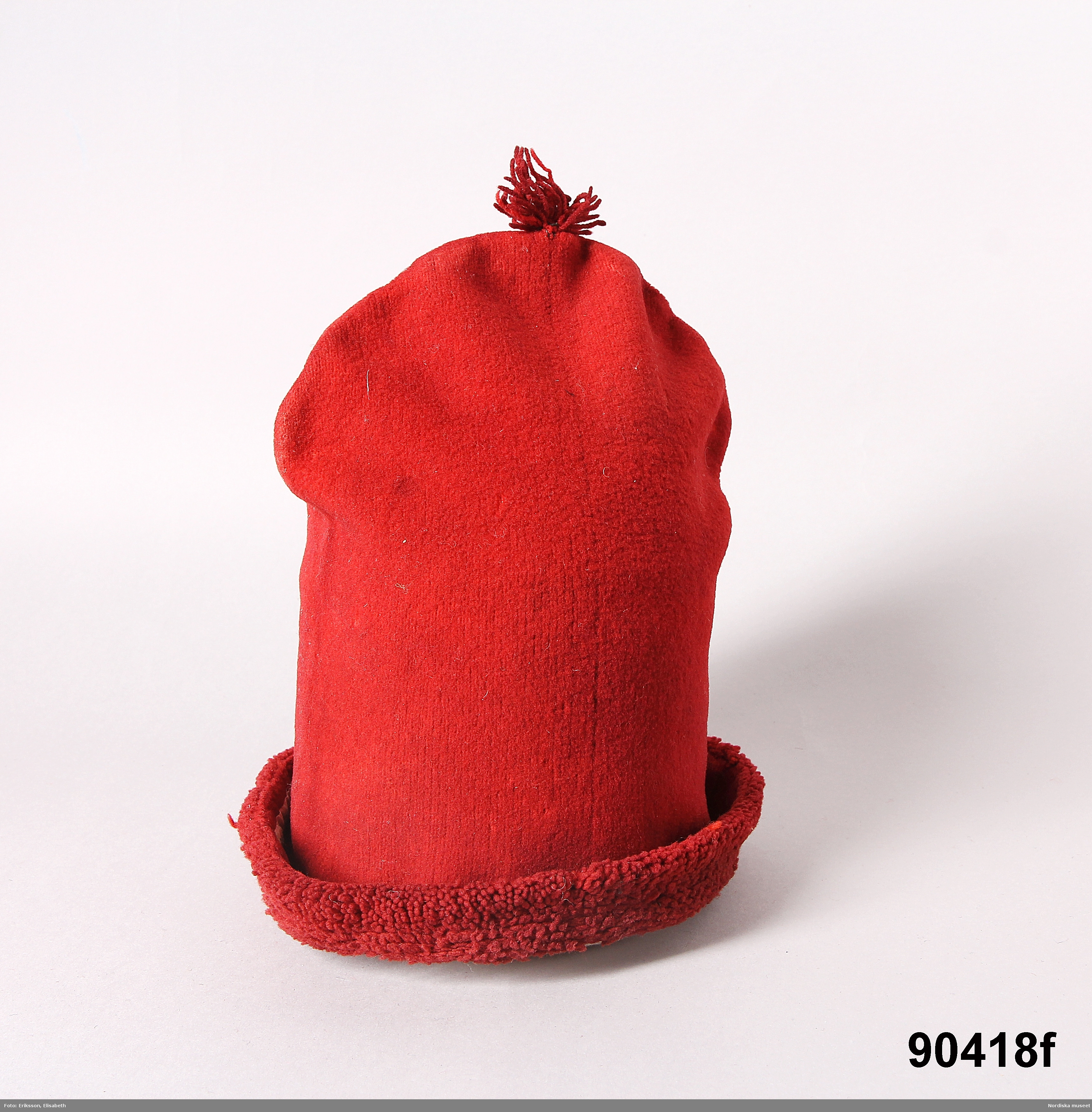
Колпак
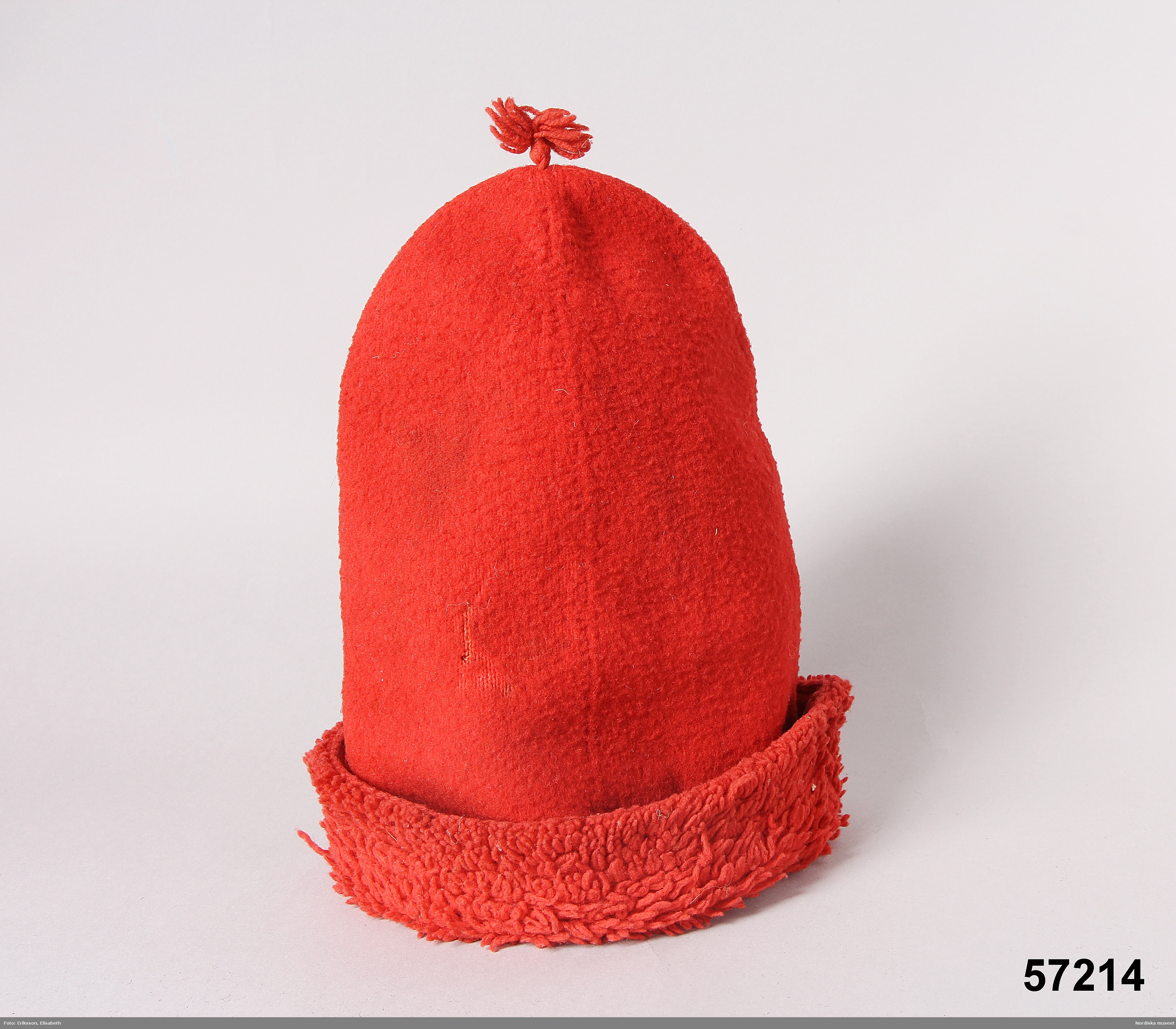
Колпак
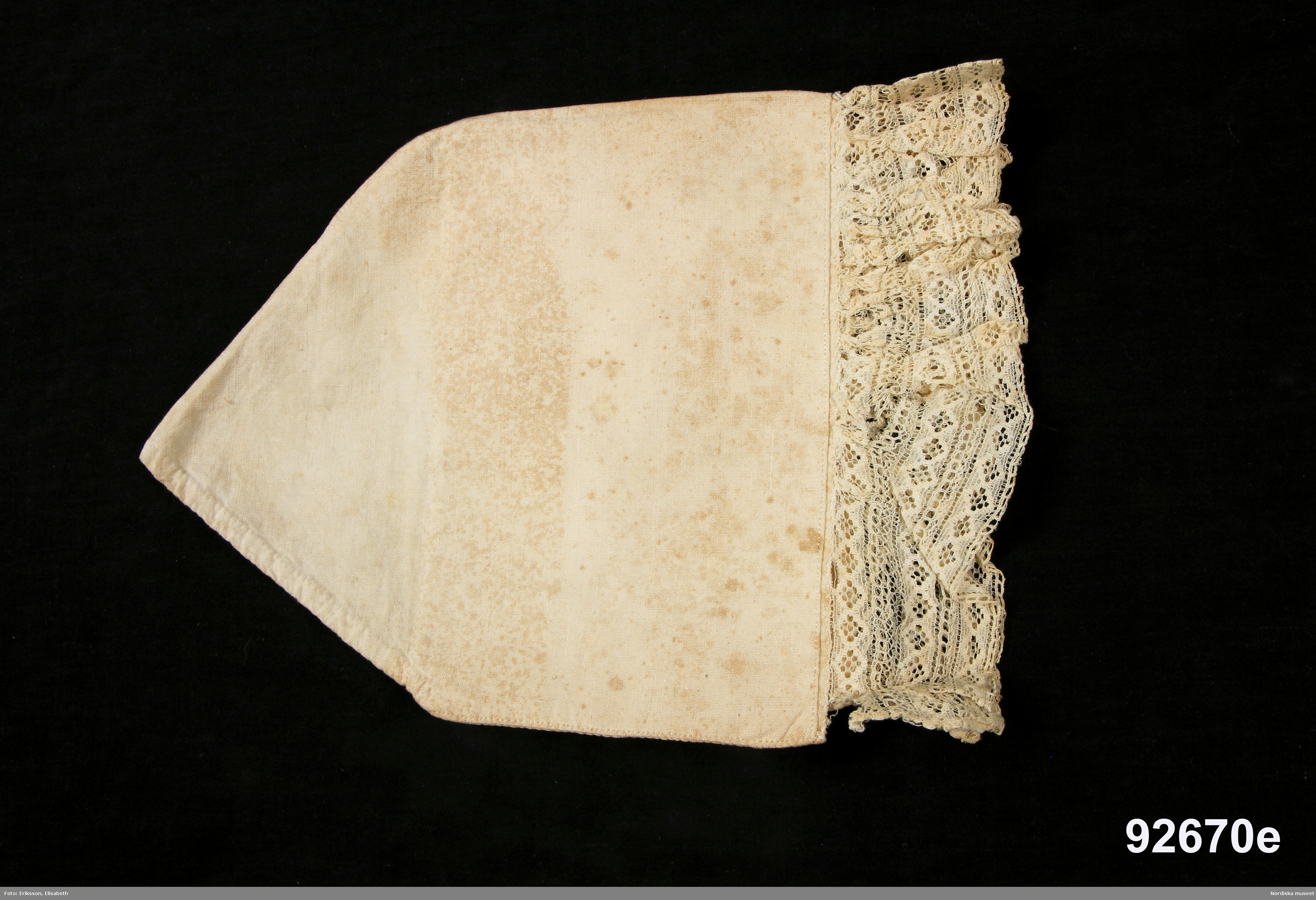
Чепец
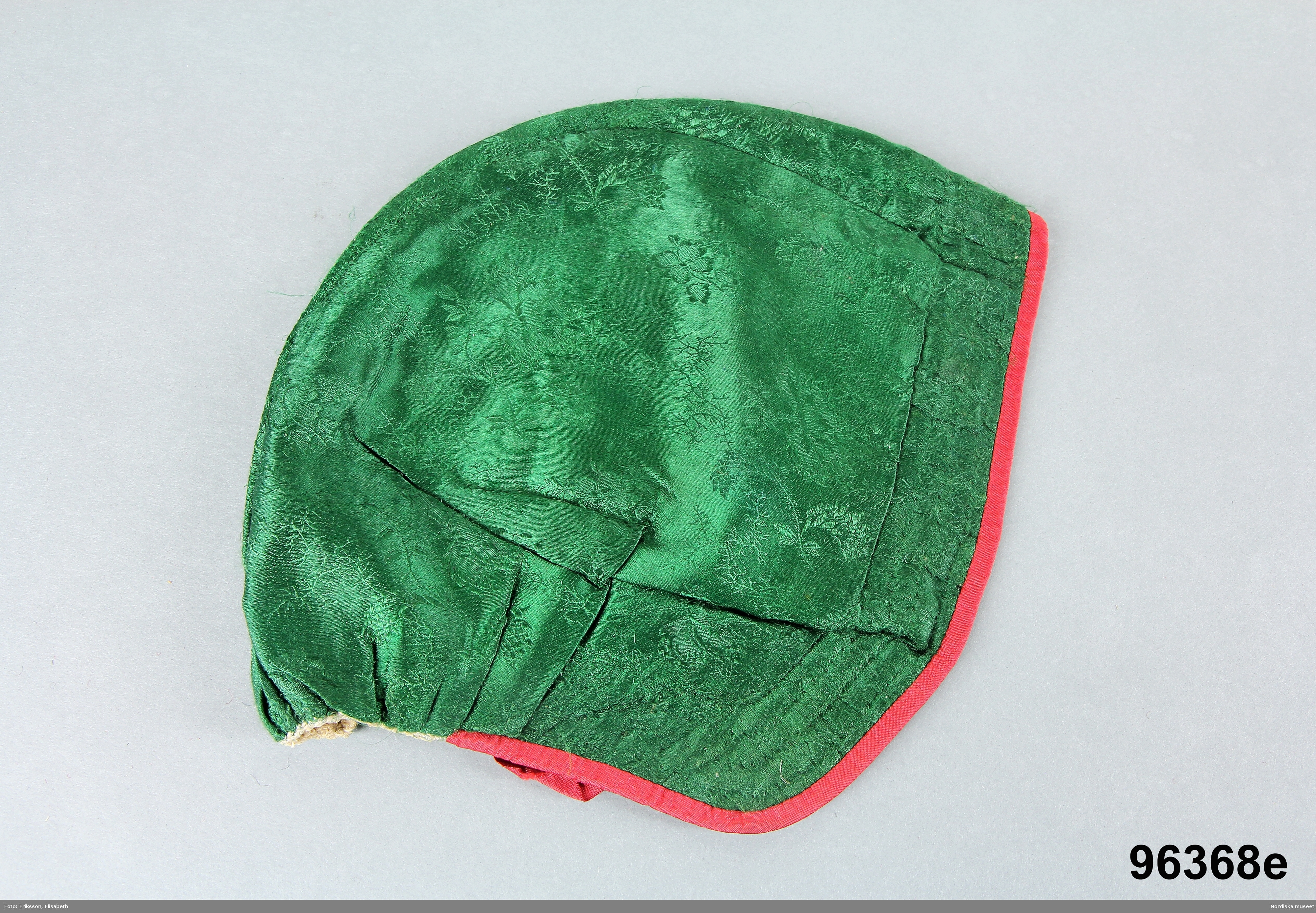
Чепец
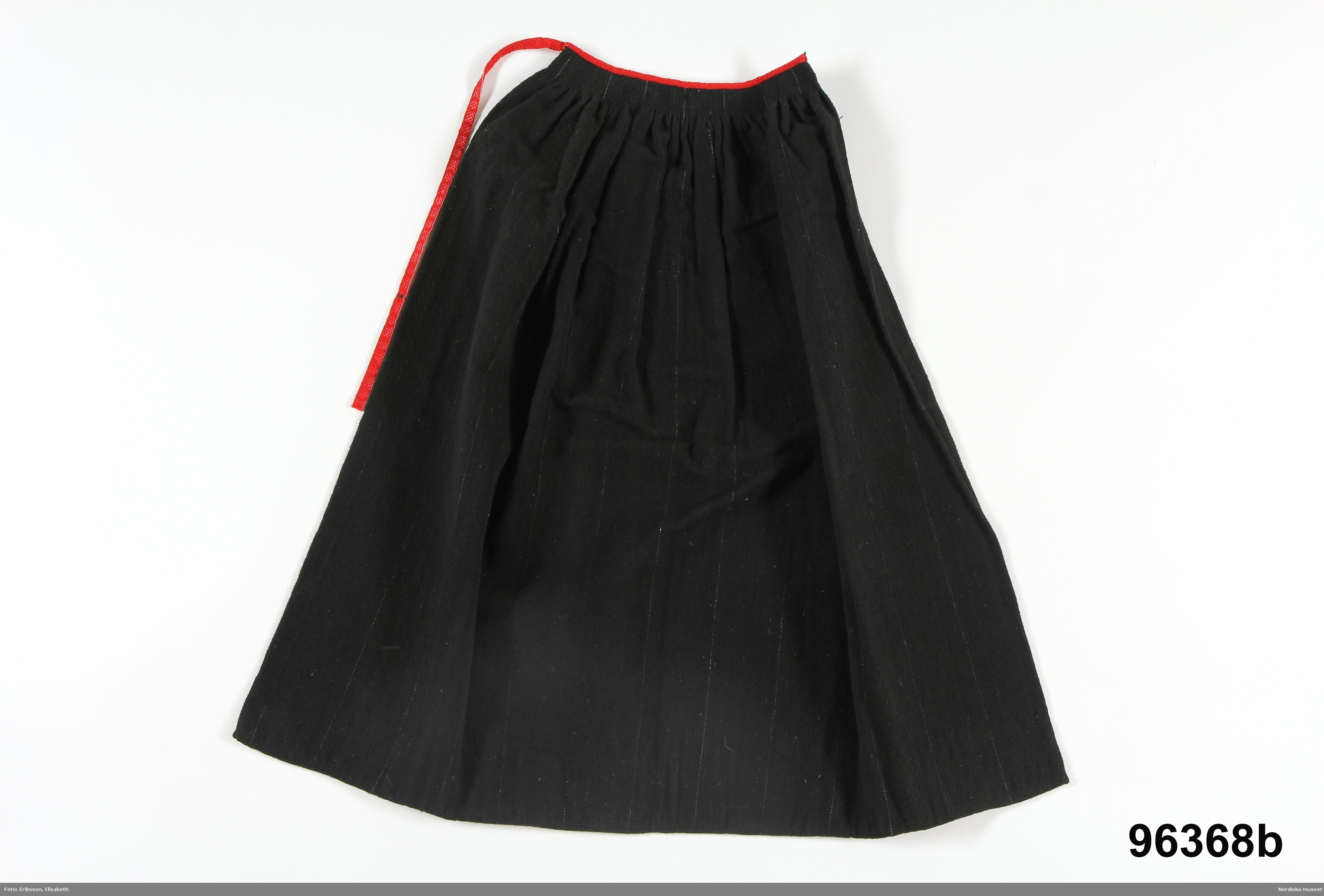
Юбка

- Рисунки Карла Тульструпа (швед. Carl Ludvig Henning Thulstrup) из альбома «Afbildningar af Nordiska Drägter» (швед. Изображения скандинавских костюмов), 1895 год

Рисунки Карла Тульструпа (Carl Ludvig Henning Thulstrup) из альбома «Afbildningar af Nordiska Drägter» (Изображения скандинавских костюмов), 1895 год
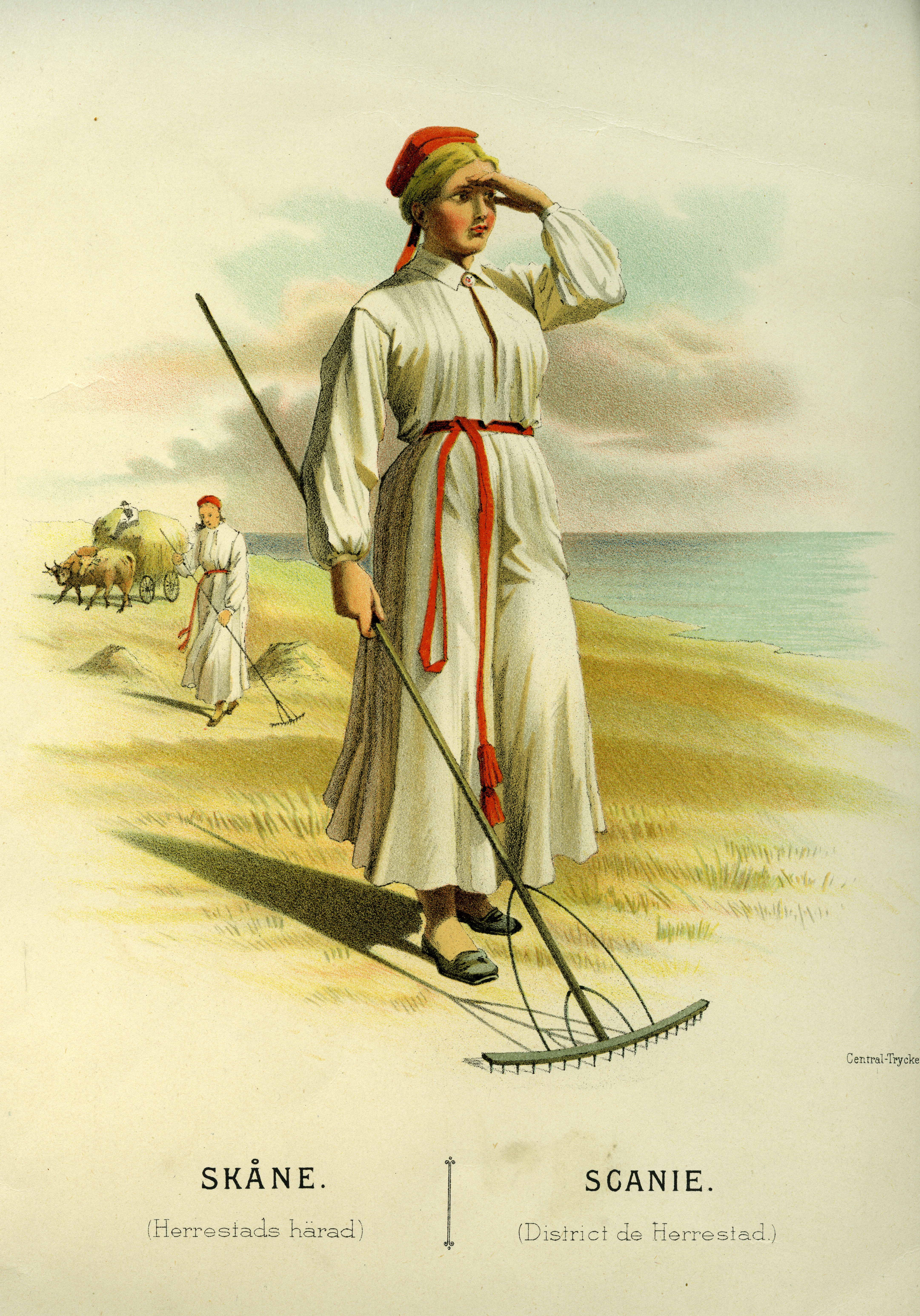
Повседневный (?) костюм из Херрестада, Сконе
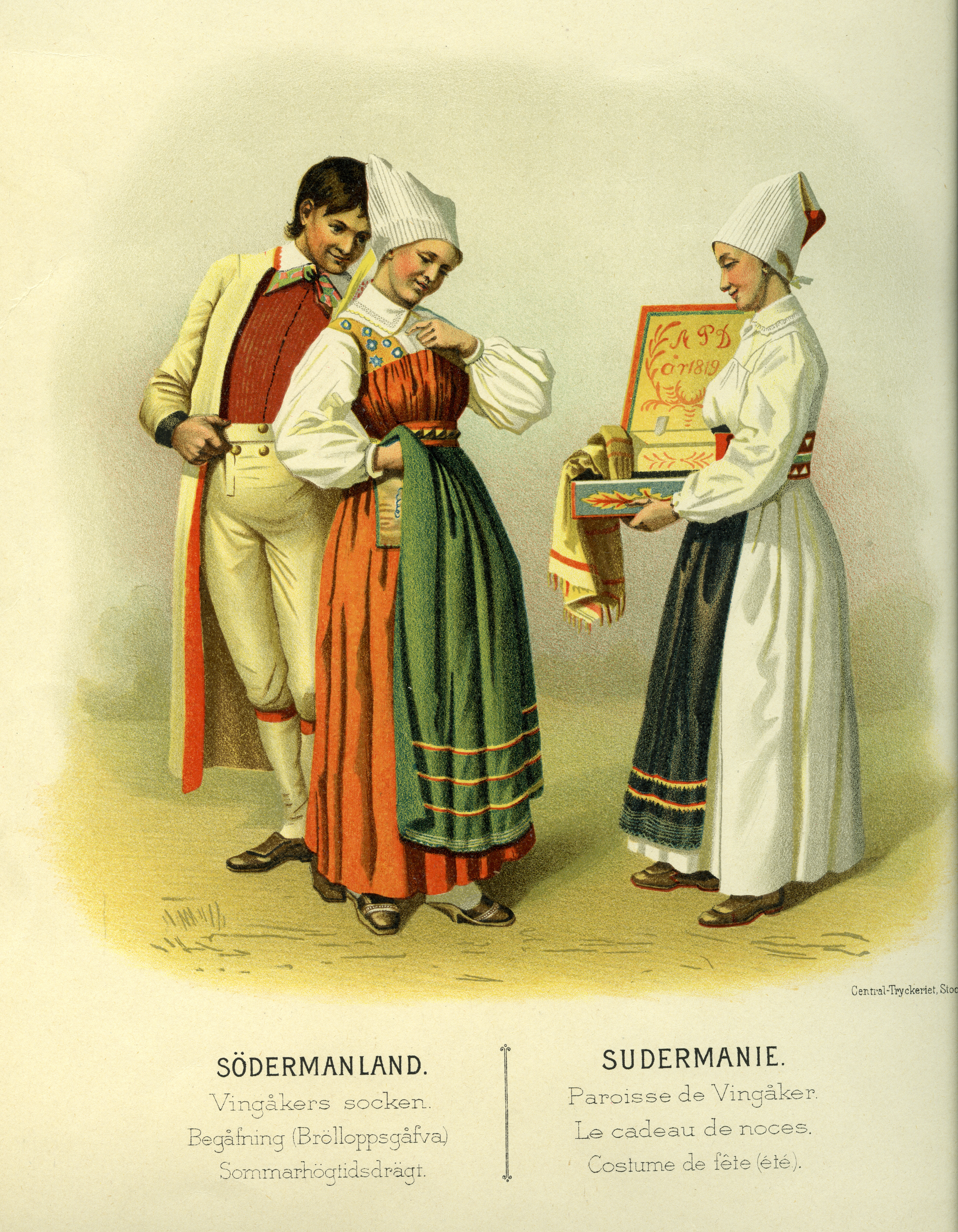
Костюм Вингокера, Сёдерманланд
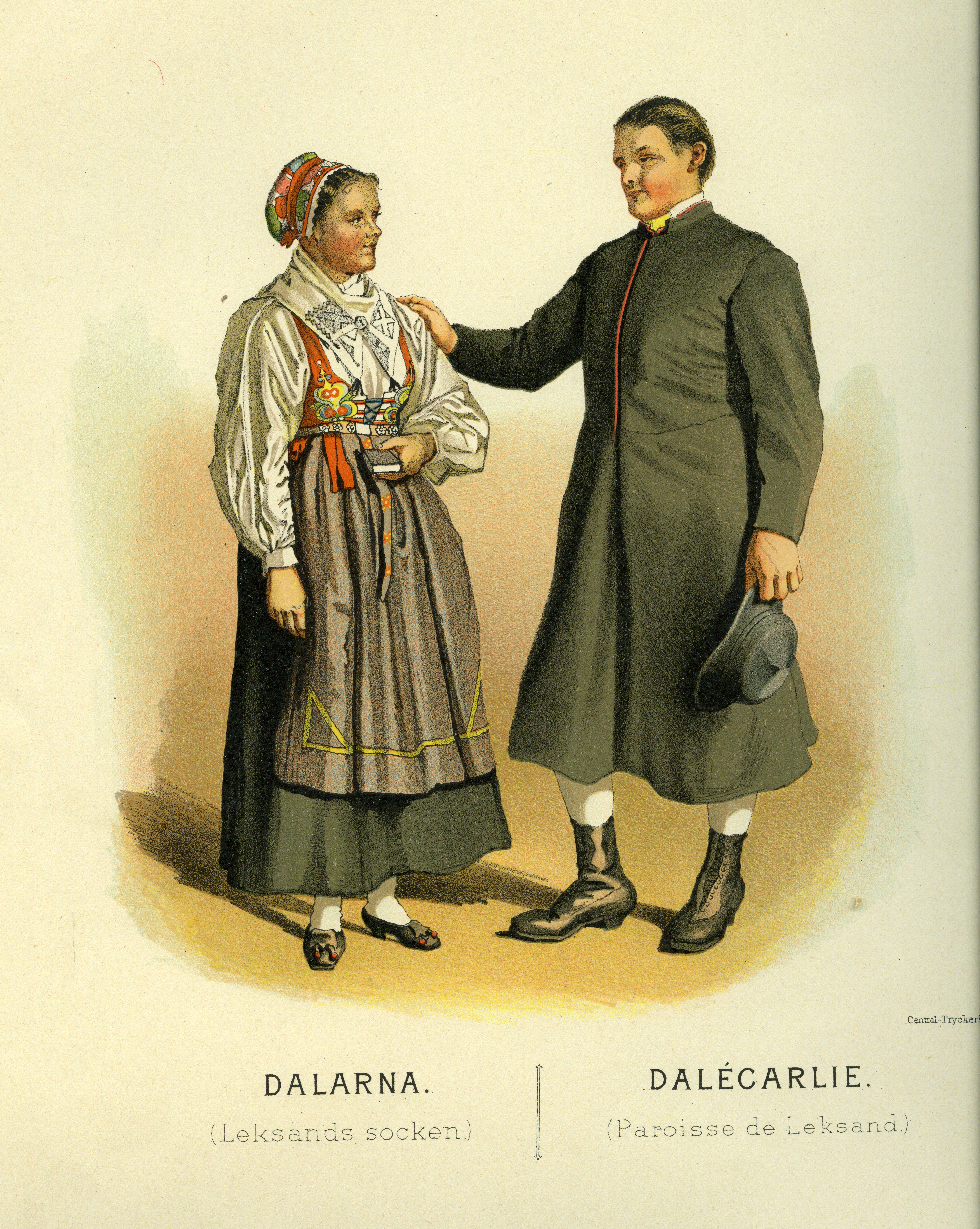
Костюмы из Лександа, Даларна
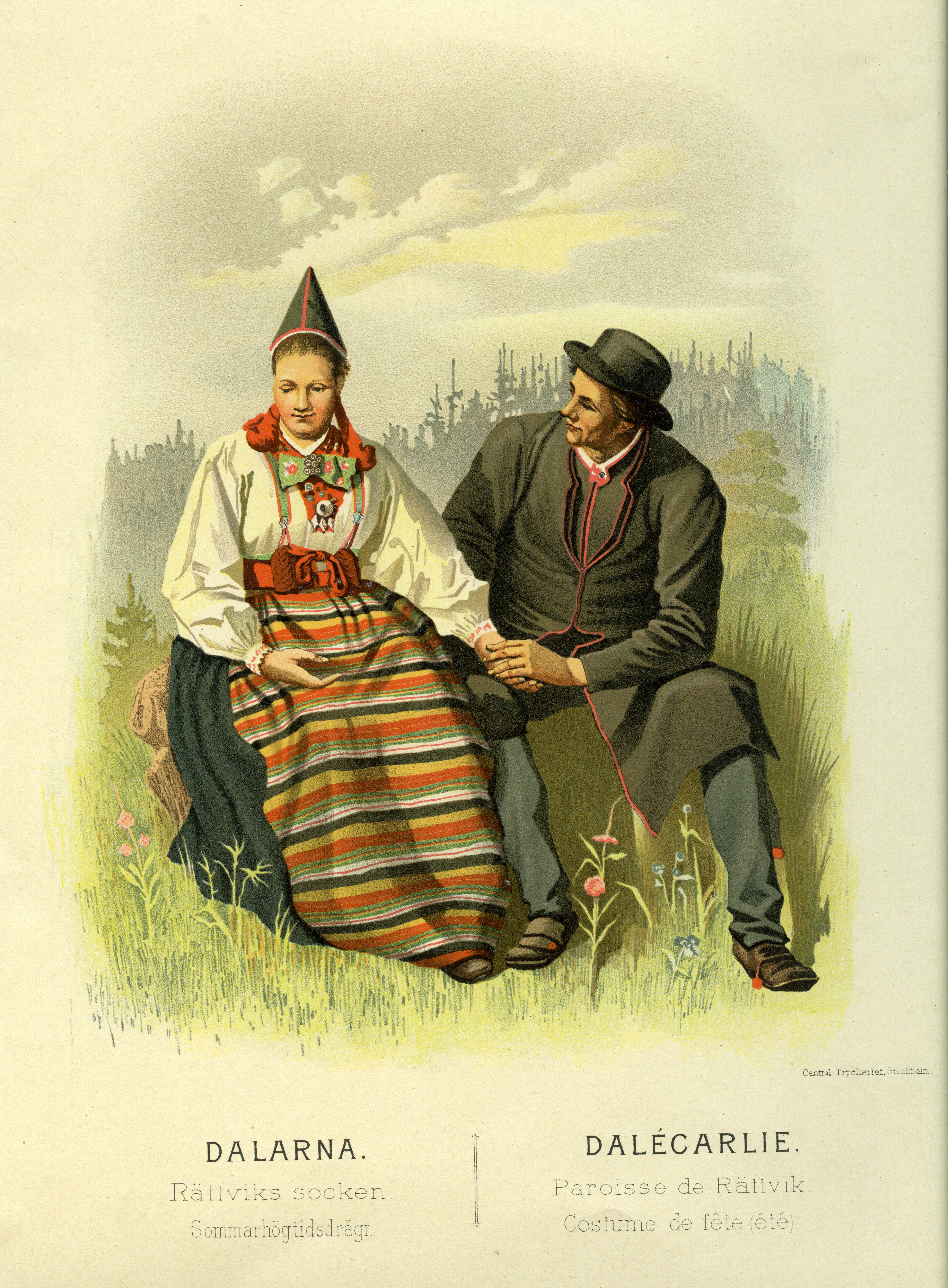
Костюмы из Реттвика, Даларна
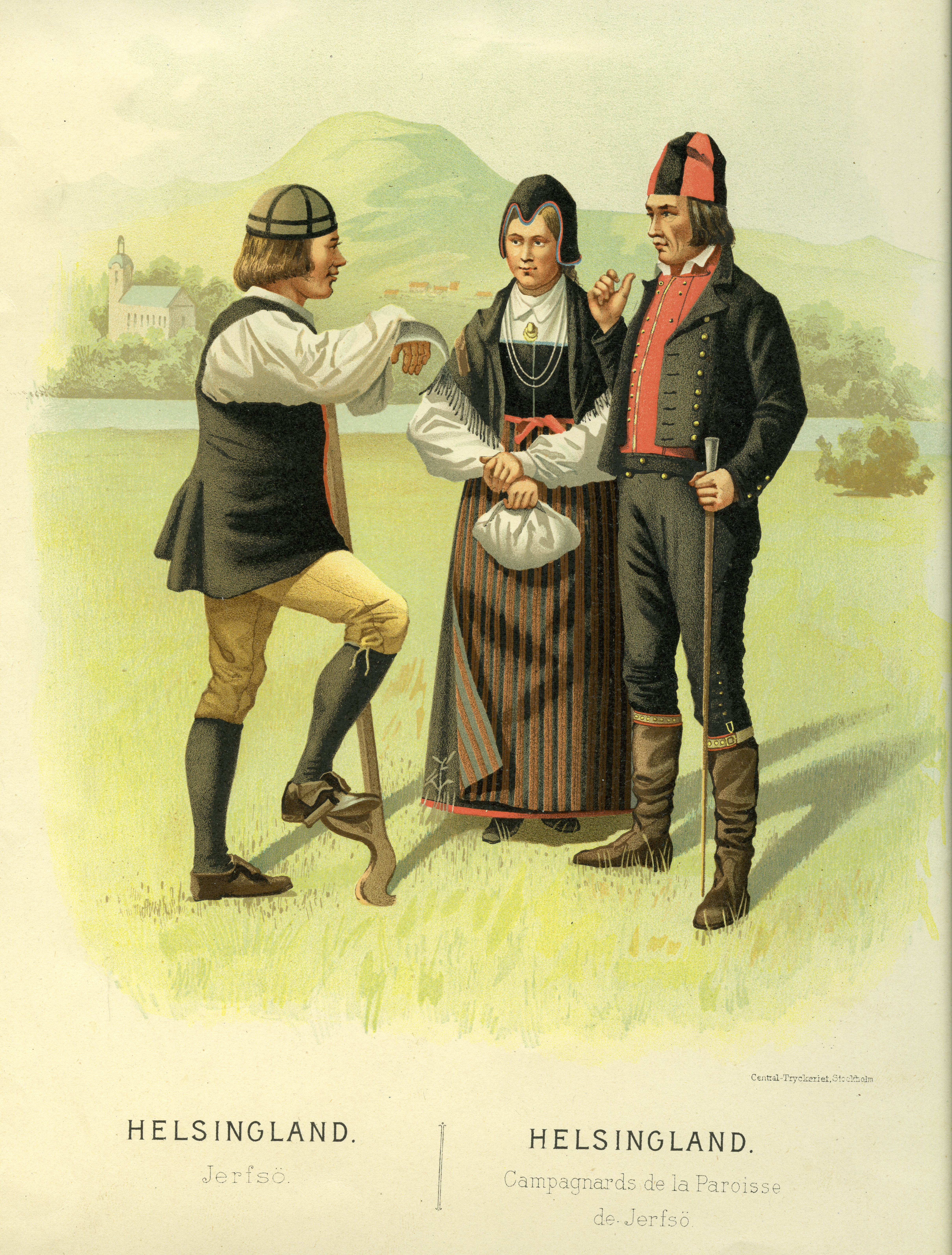
Костюм Ервсё, Хельсингланд

### Комментарии
1. ↑  Книга-альбом картин и рисунков Ларссона, выпущенный в 1899 году и имевший колоссальный успех. Ларссон также принимал участие в создании национального костюма.